# Biserica de lemn din Sâncrai

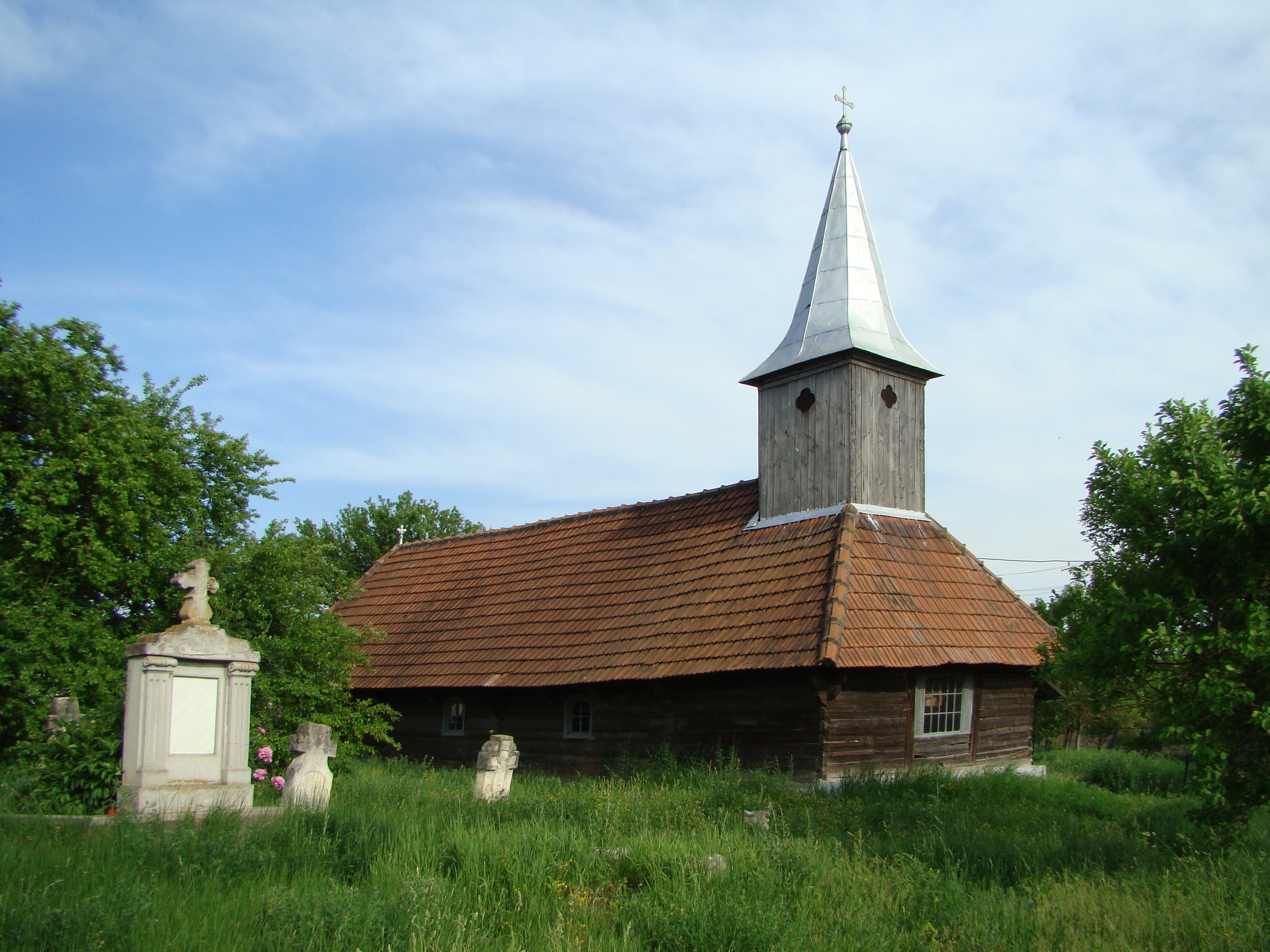
Biserica de lemn din Sâncrai, județul Alba, foto: mai 2009.

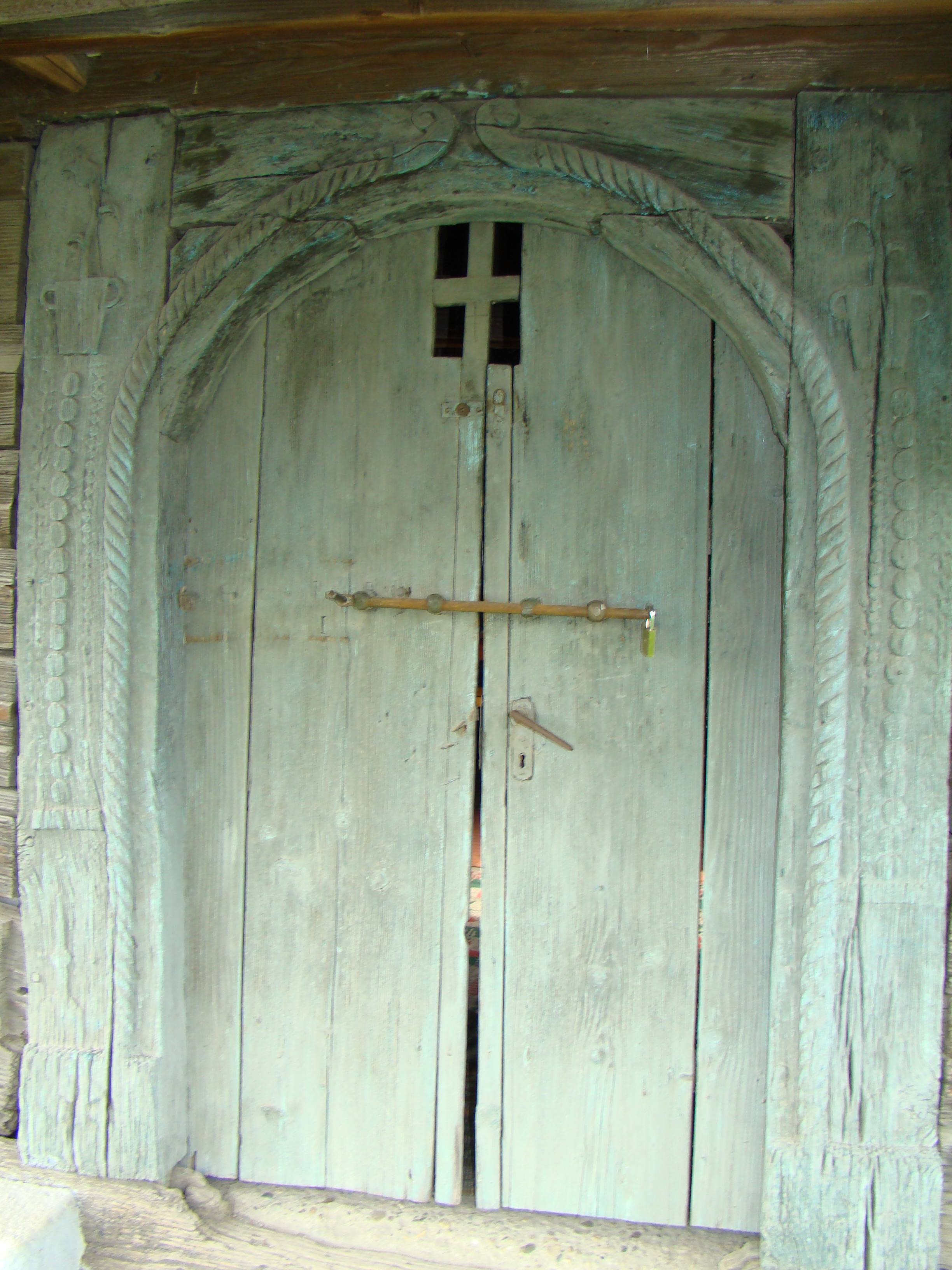
Portalul sculptat de la intrare

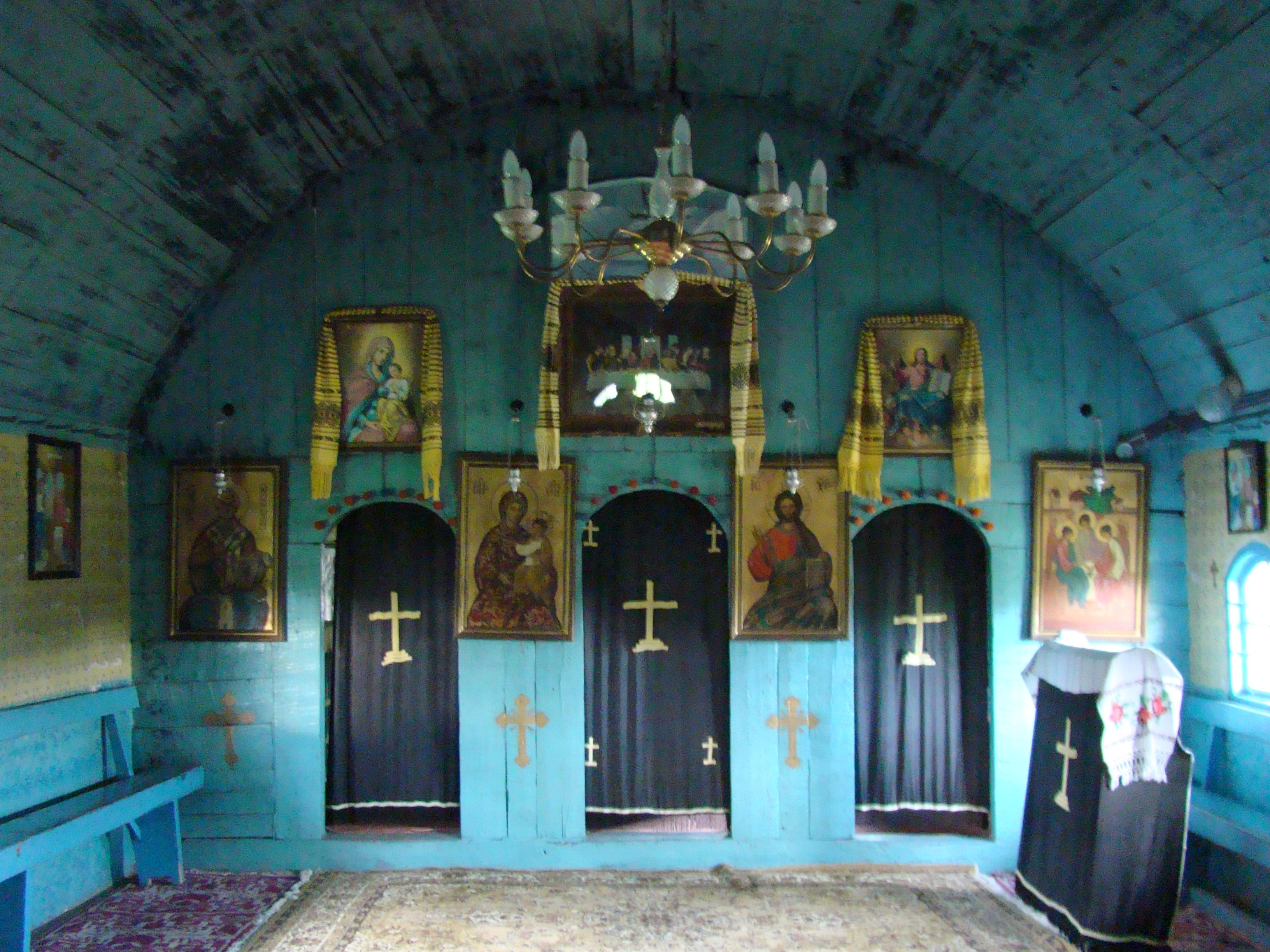
Nava spre iconostas

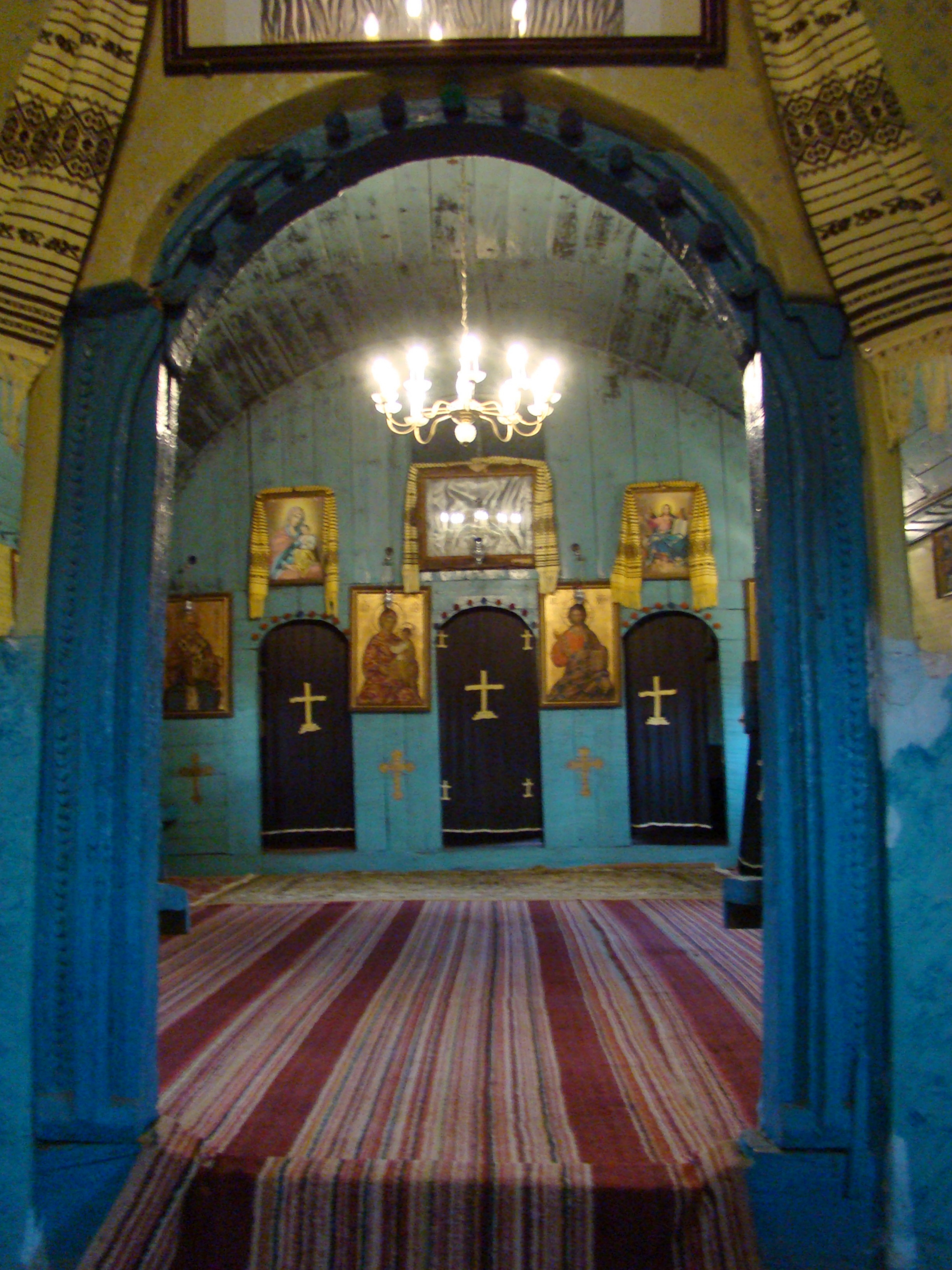
Portalul interior

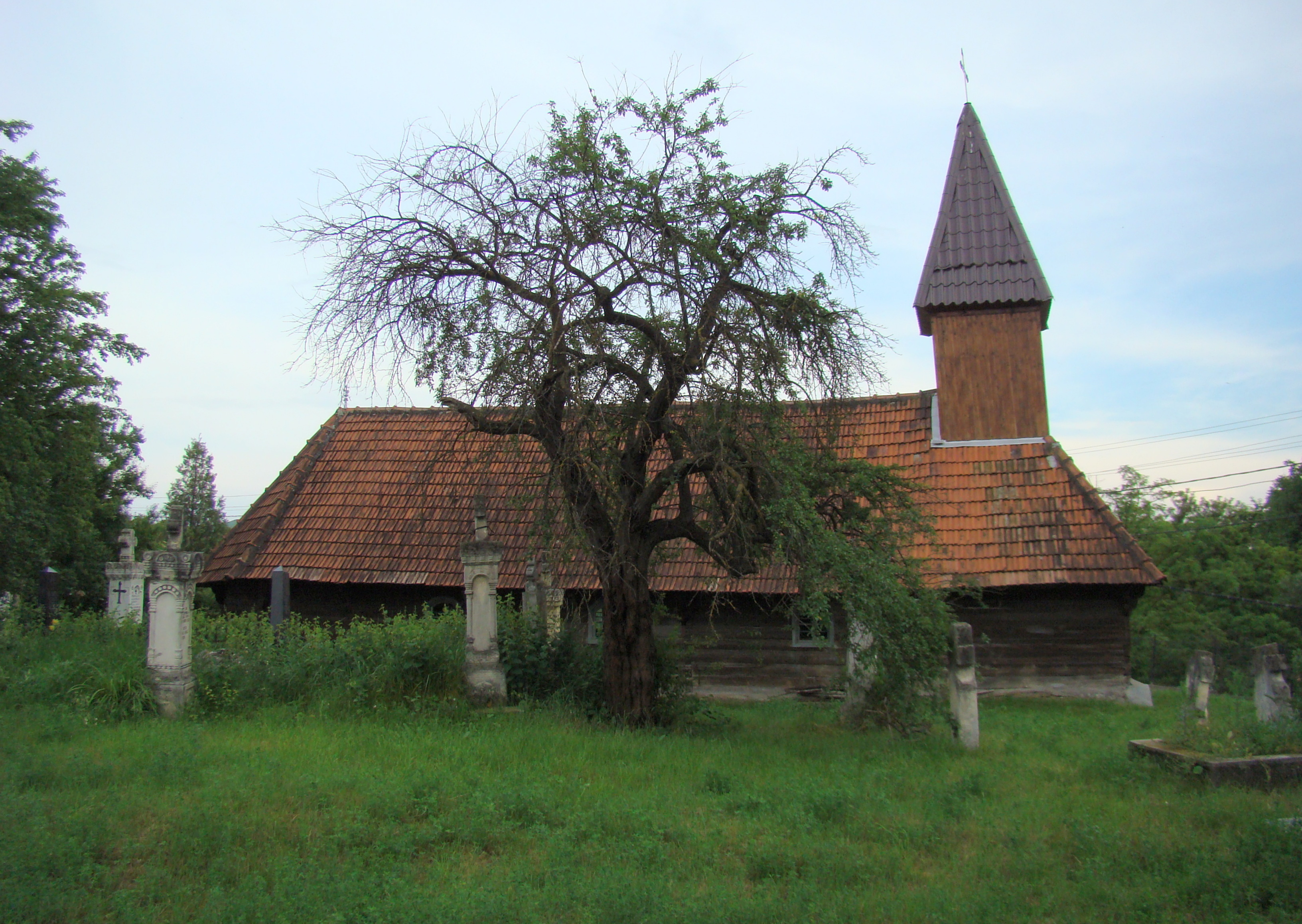
Biserica (nord)

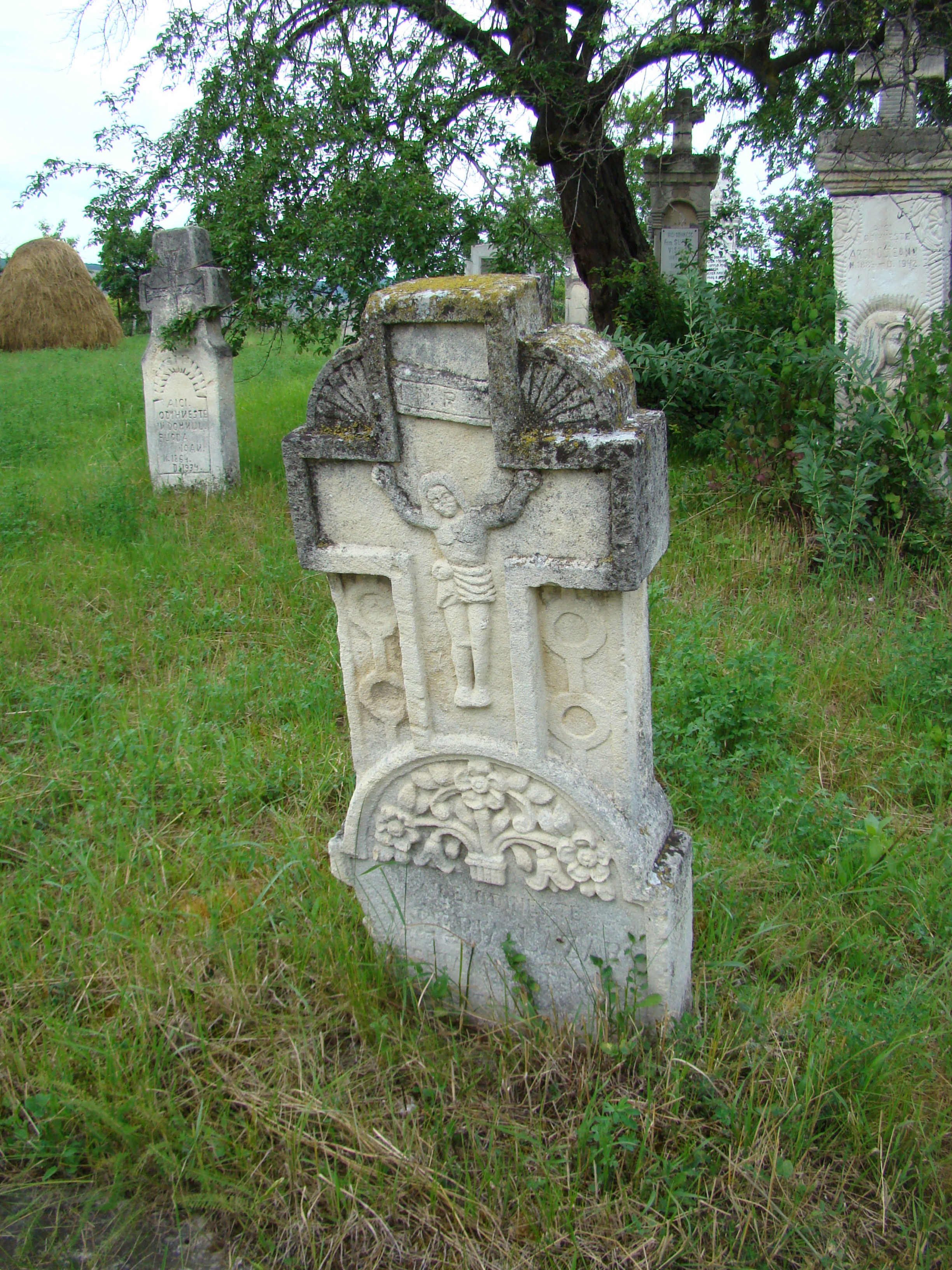
Monumente funerare din cimitirul bisericii

Biserica de lemn din Sâncrai, județul Alba are hramul „Sfânta Treime”. Ea datează cel mai probabil din secolul XVIII. Biserica nu se află pe noua listă a monumentelor istorice. 

## Istoric
Momentul ridicării bisericii de lemn din Sâncrai nu este cunoscut. Portalele frumos sculptate indică mijlocul secolului 18 sau chiar mai devreme. În forma actuală construcția este rezultatul unei extinderi și renovări majore, probabil de la anul 1855. Nu are pictură murală aparentă, dar nu este exclusă conservarea fragmentară sub straturile de tencuială a unei picturi vechi. Din patrimoniul ei mobil mai fac parte doar cărți vechi, în alfabetul chirilic. Unul dintre clopote a fost mutat la noua biserică de zid care are același hram „Sfânta Treime”. În vechea biserică de lemn se mai țin slujbe ocazional. În Sâncrai a mai existat o biserică de lemn, mult mai veche, biserică care se afla în mijlocul satului și a fost distrusă în 1762 de tunurile armatei generalului austriac Nikolaus Adolf von Bukow.

## Imagini din exterior

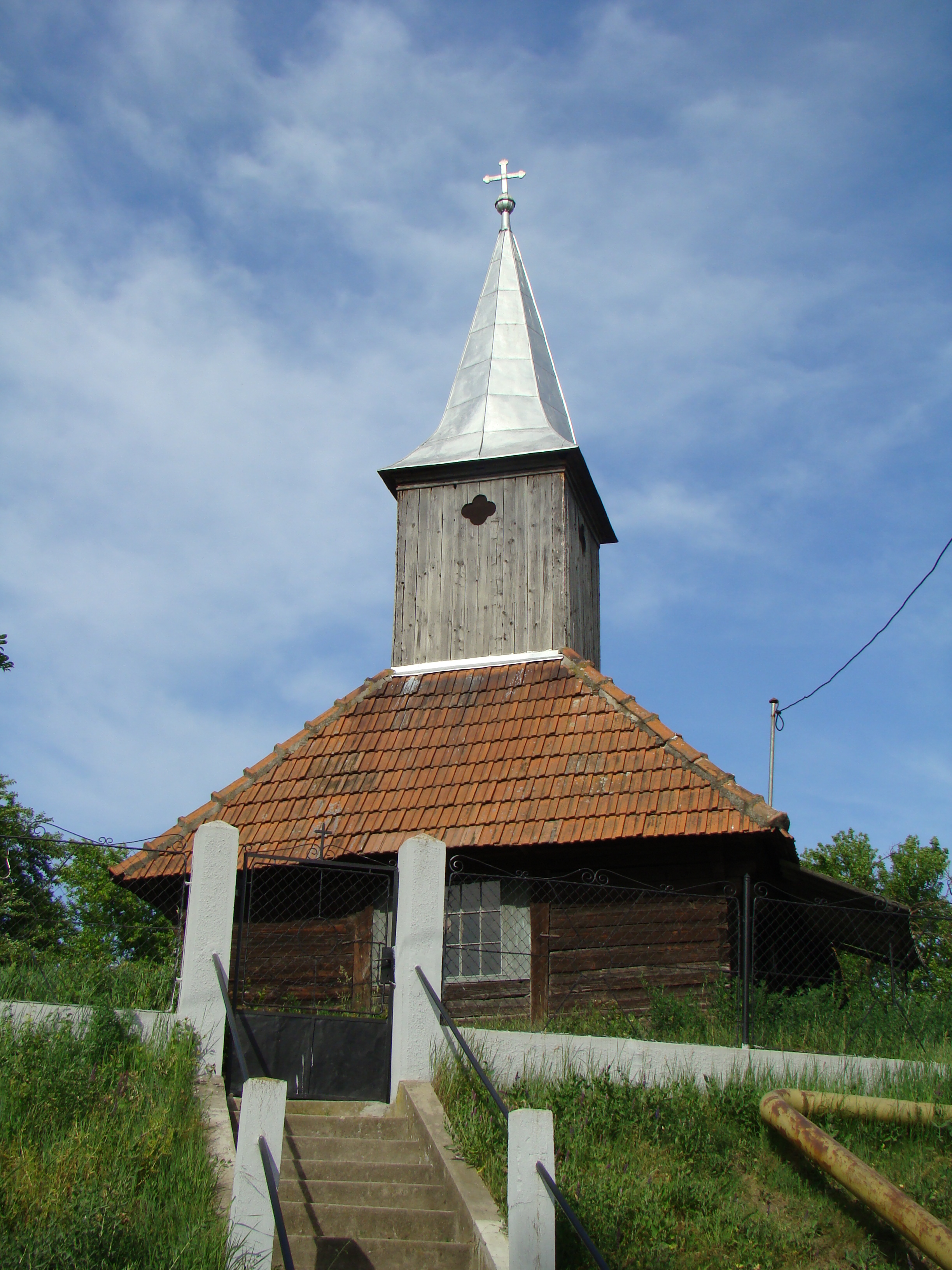
Vedere vestică
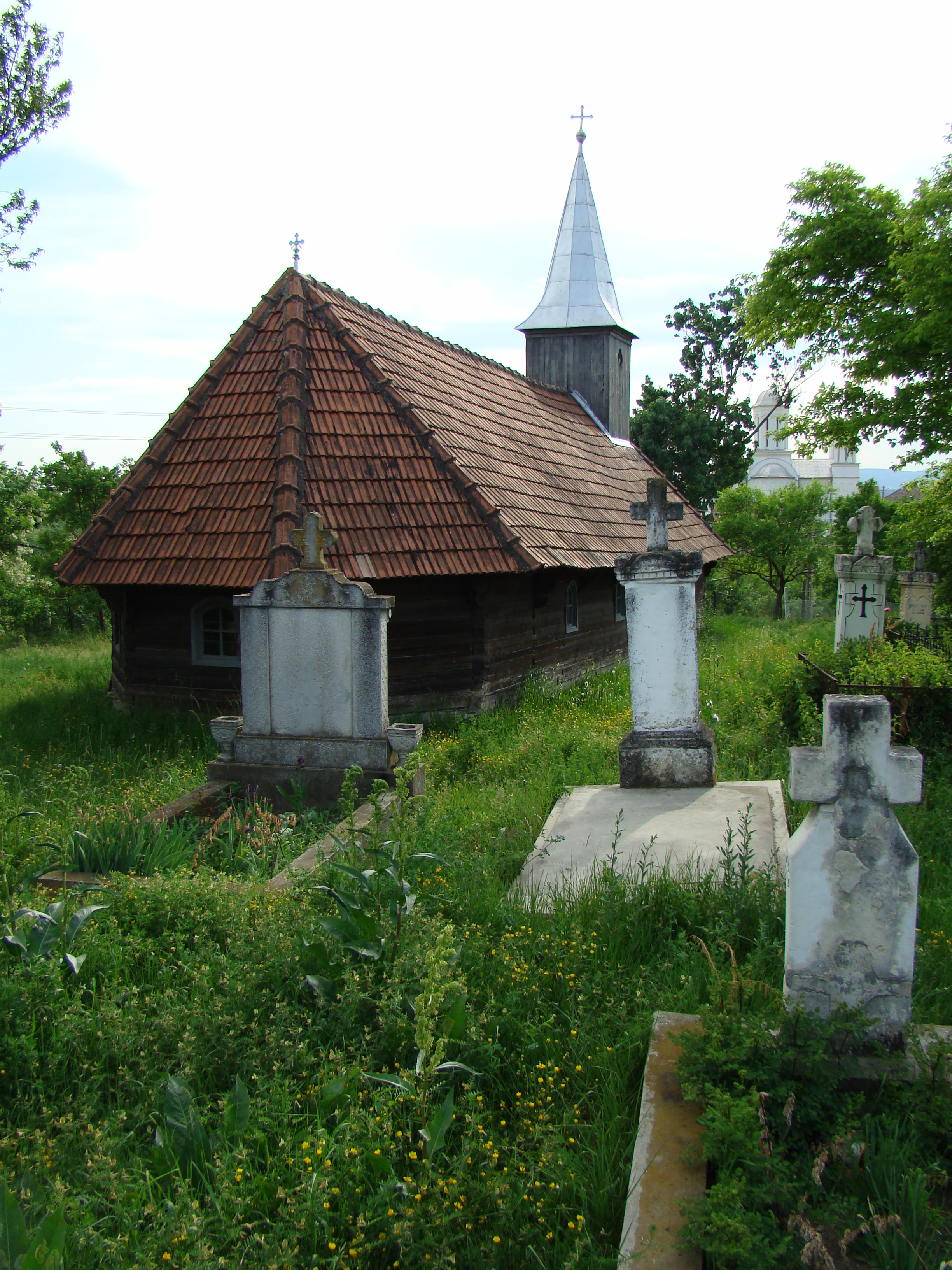
Vedere din nord-est
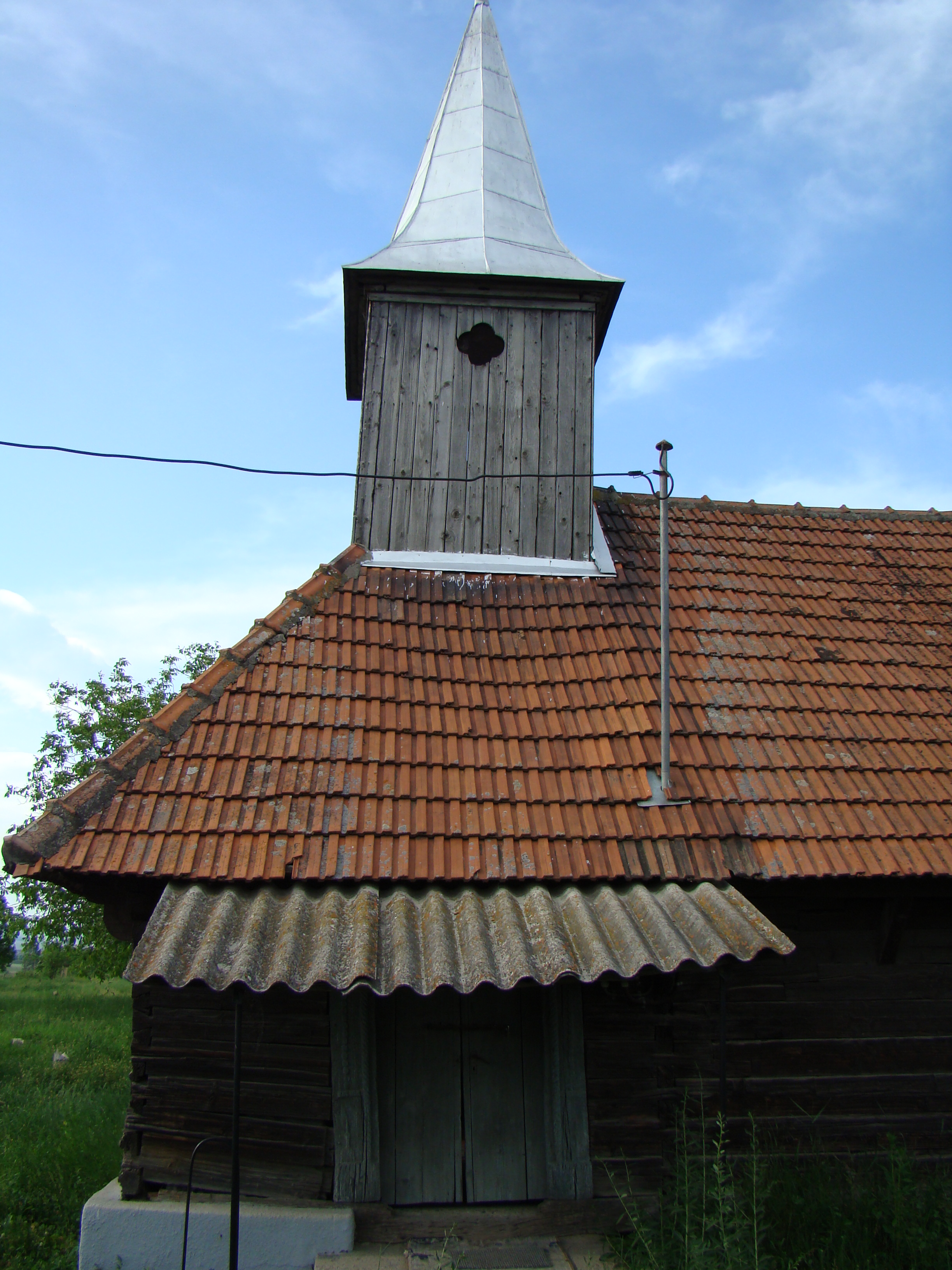
Intrarea în biserică
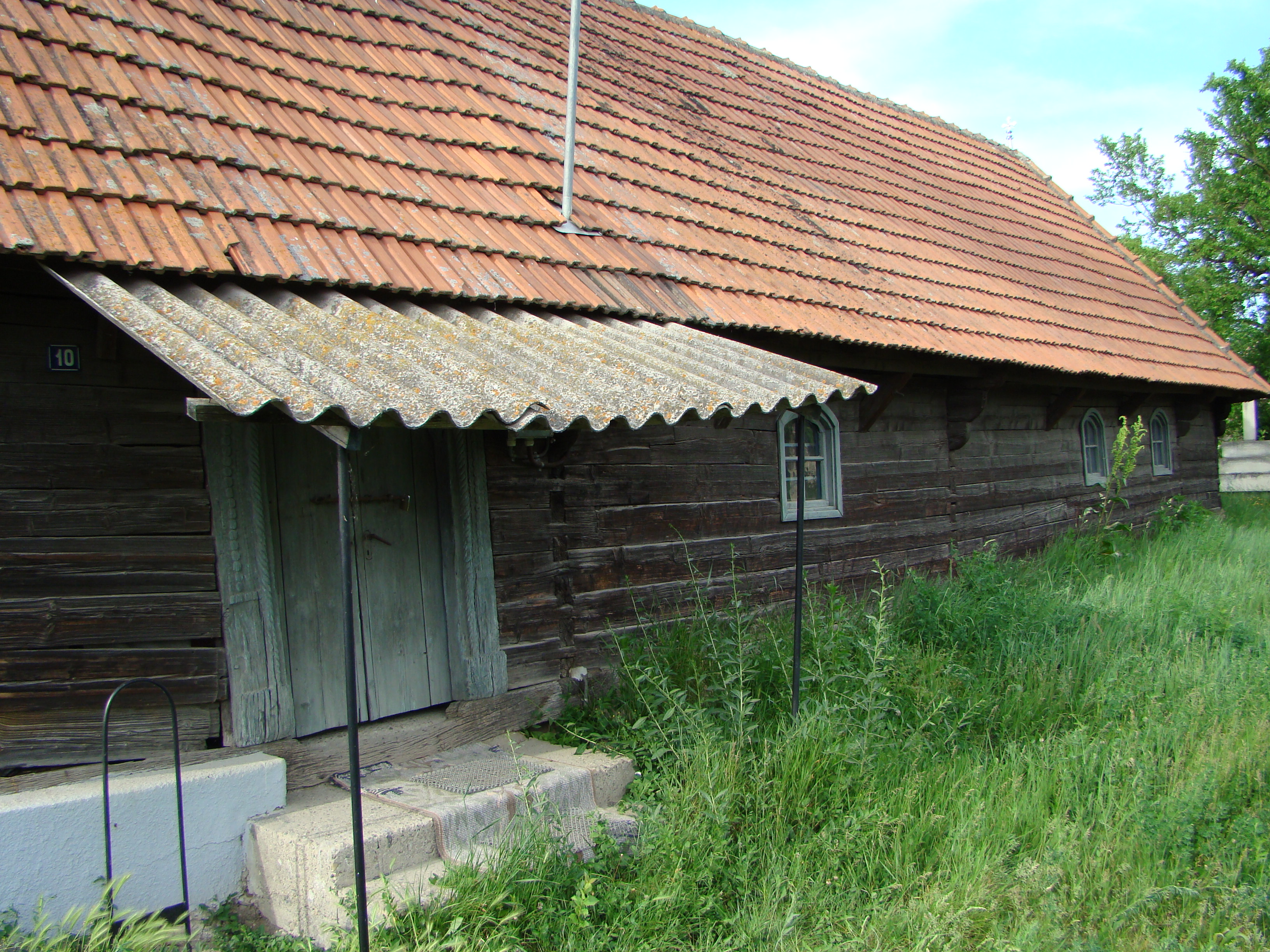
Latura de sud a bisericii
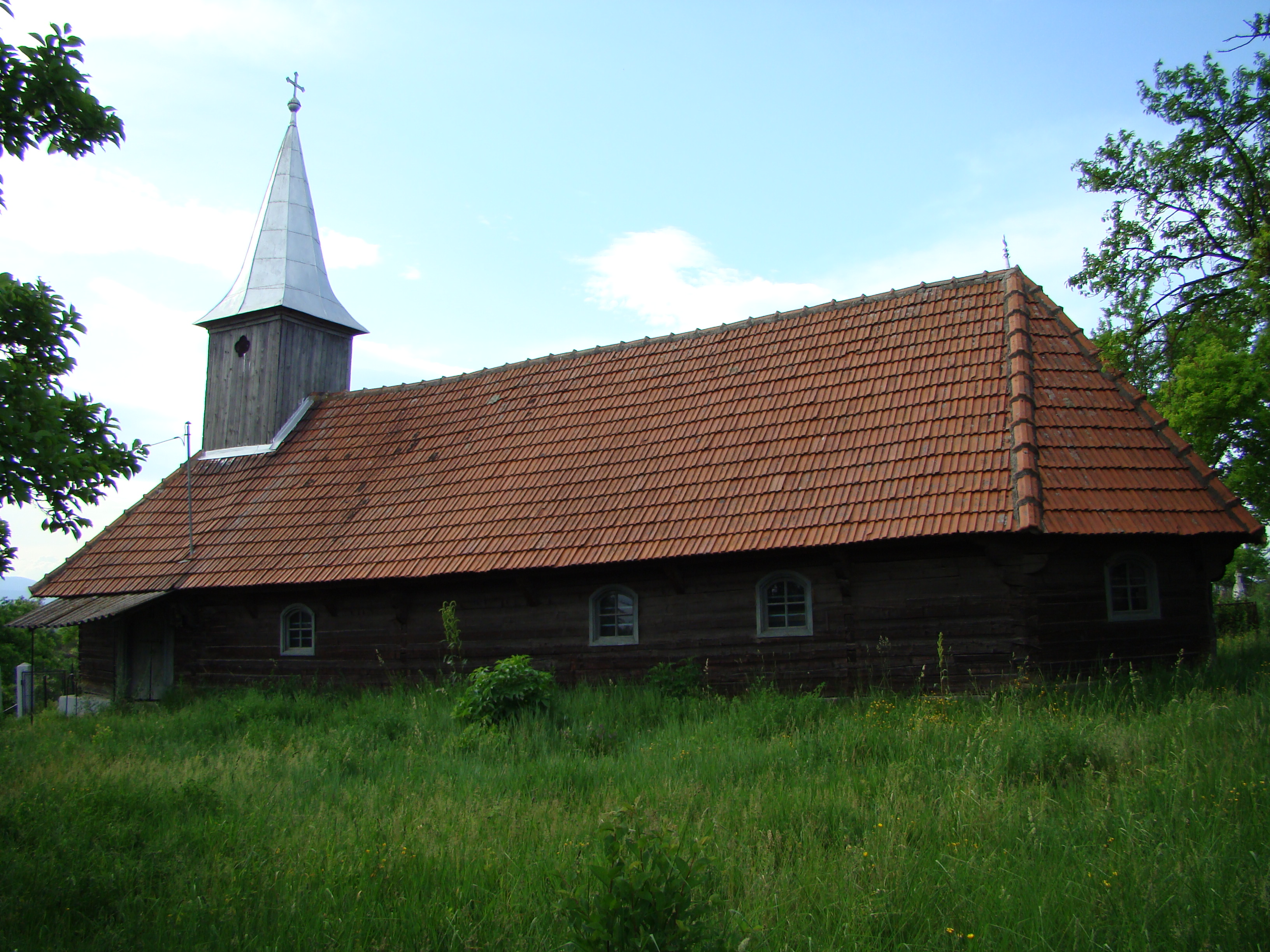
Vedere laterală
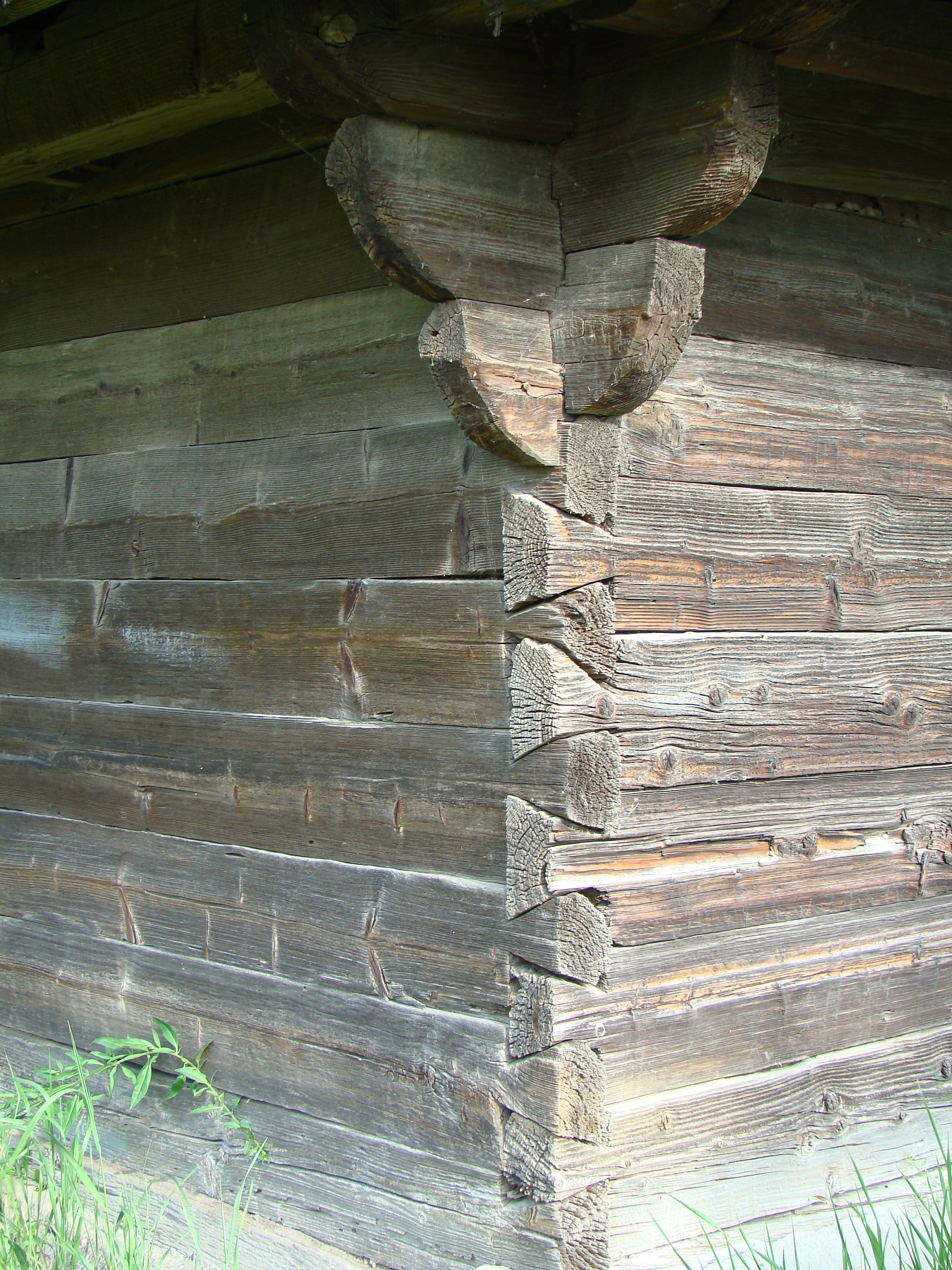
Îmbinare şi console
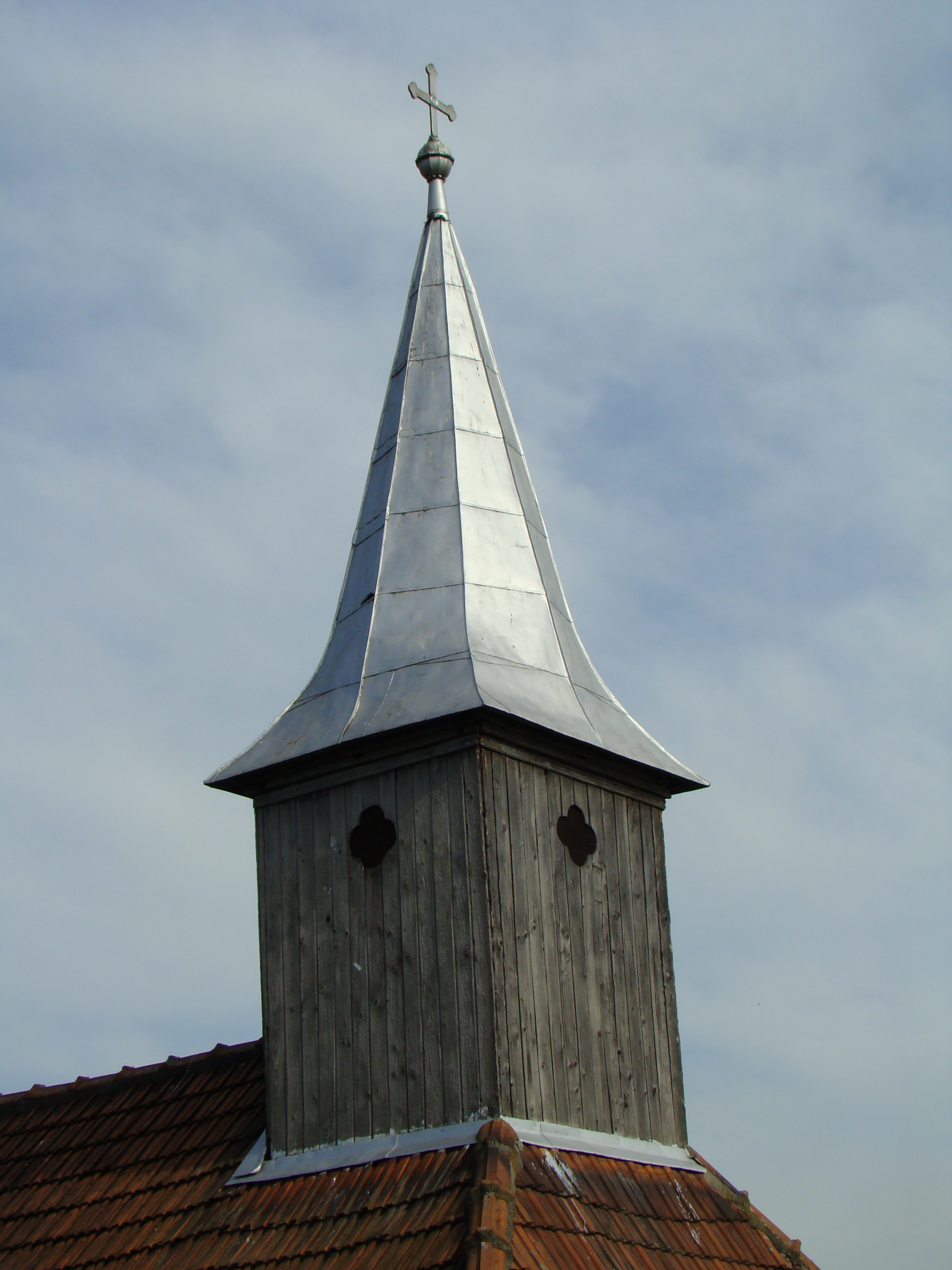
Turnul bisericii
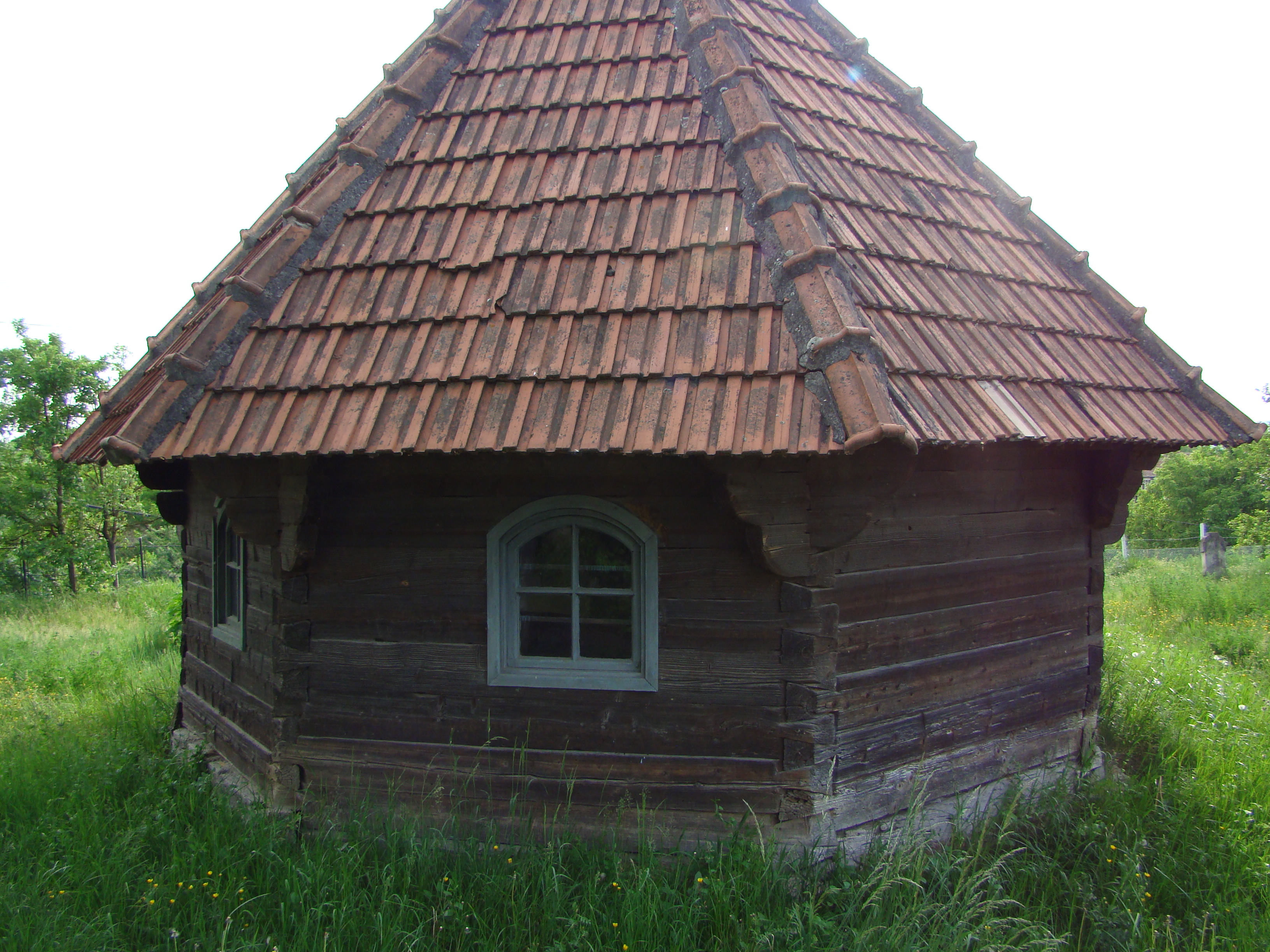
Absida altarului
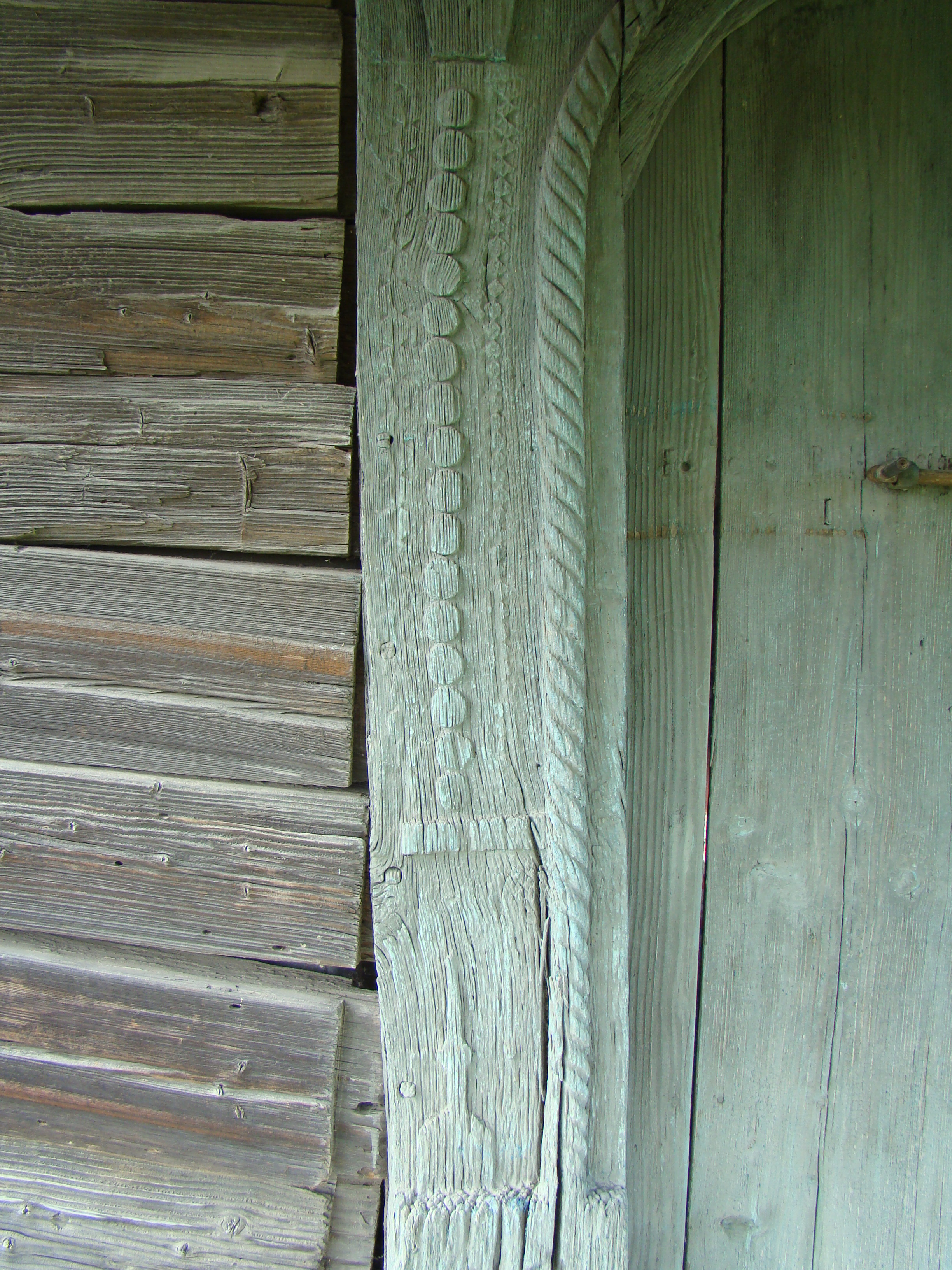
Detaliu portal: Uşiorul stâng
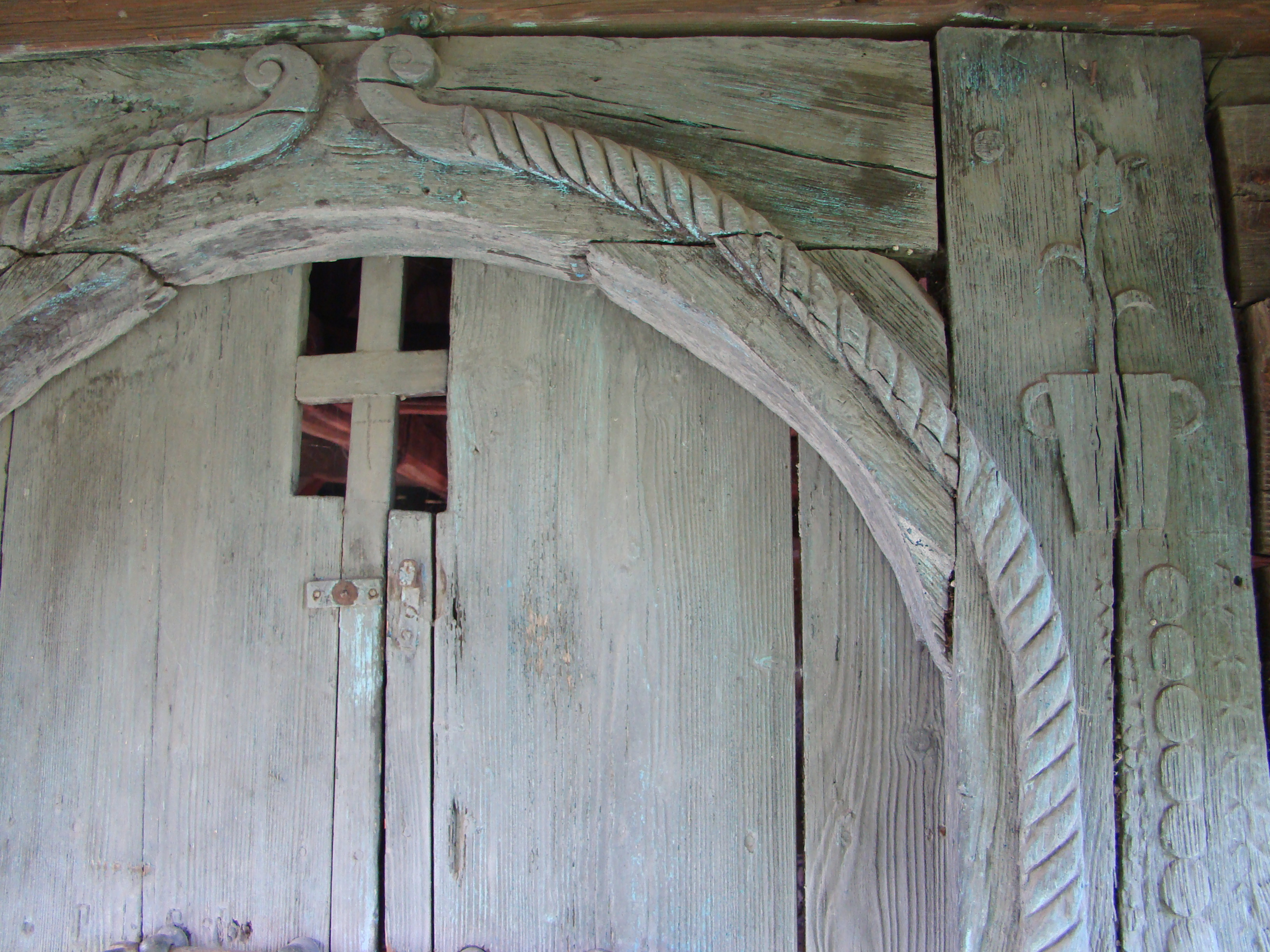
Detaliu portal: colţul din dreapta
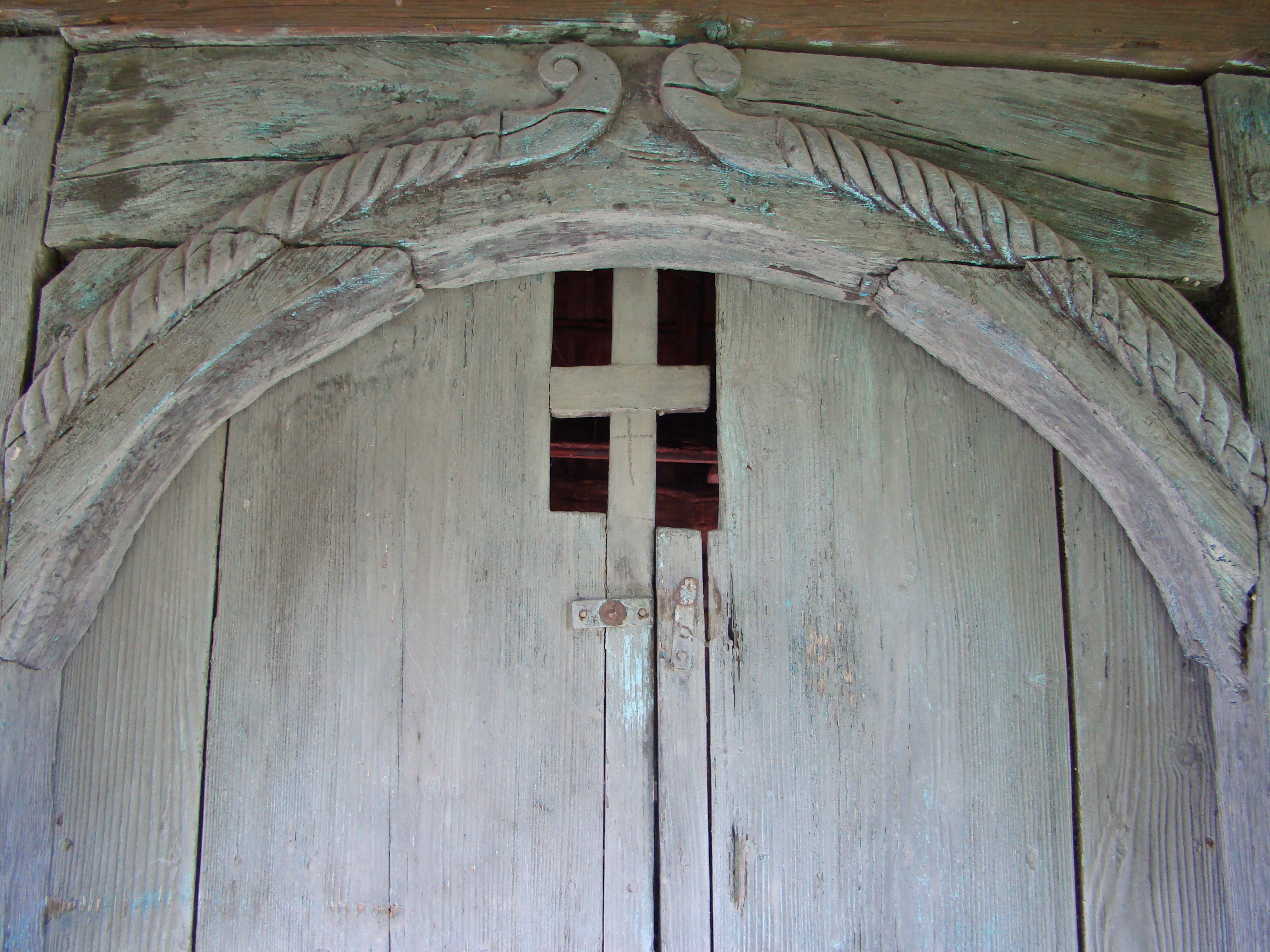
Partea superioară a portalului
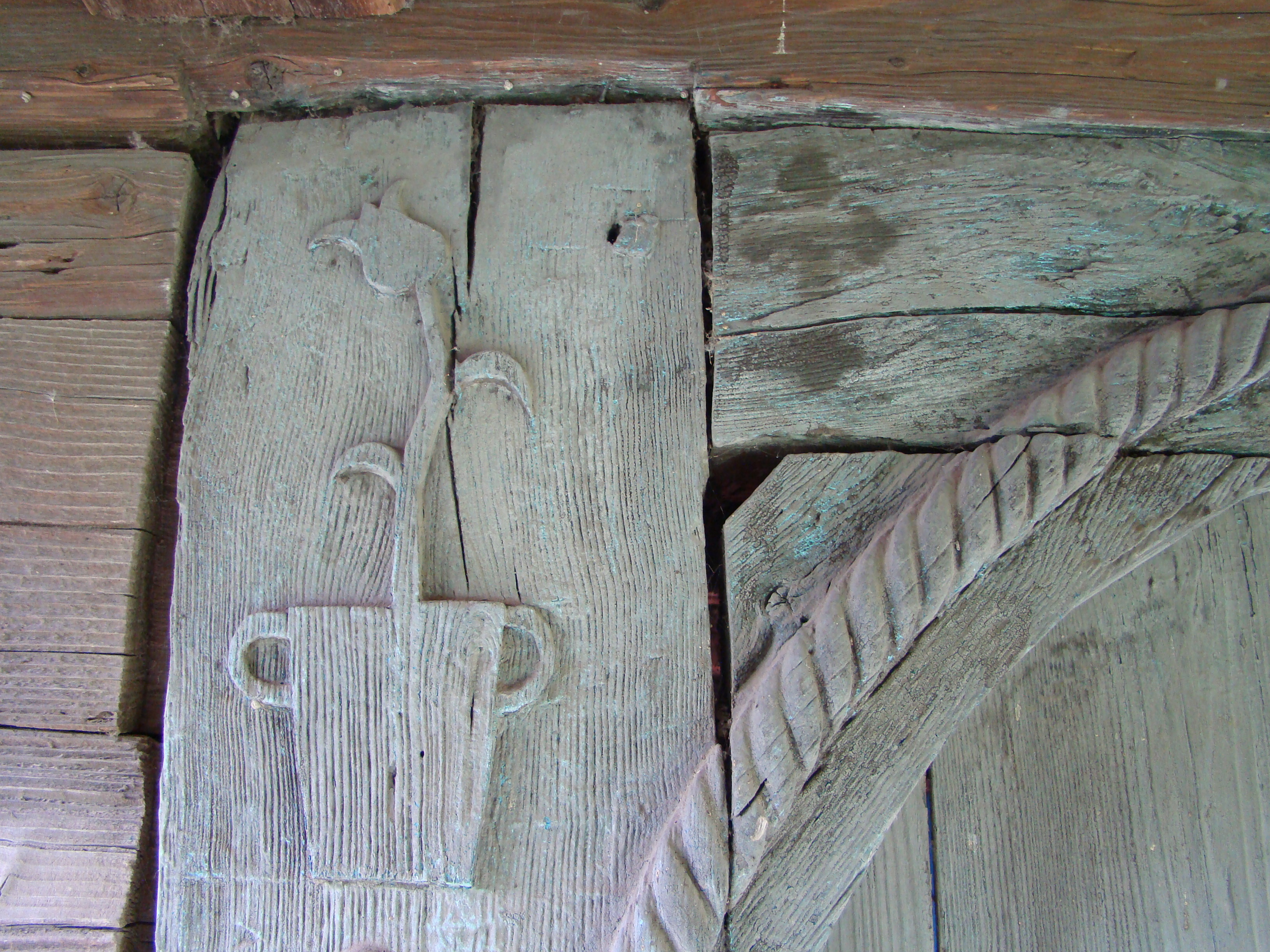
Detaliu portal: colţul din stânga

## Imagini din interior

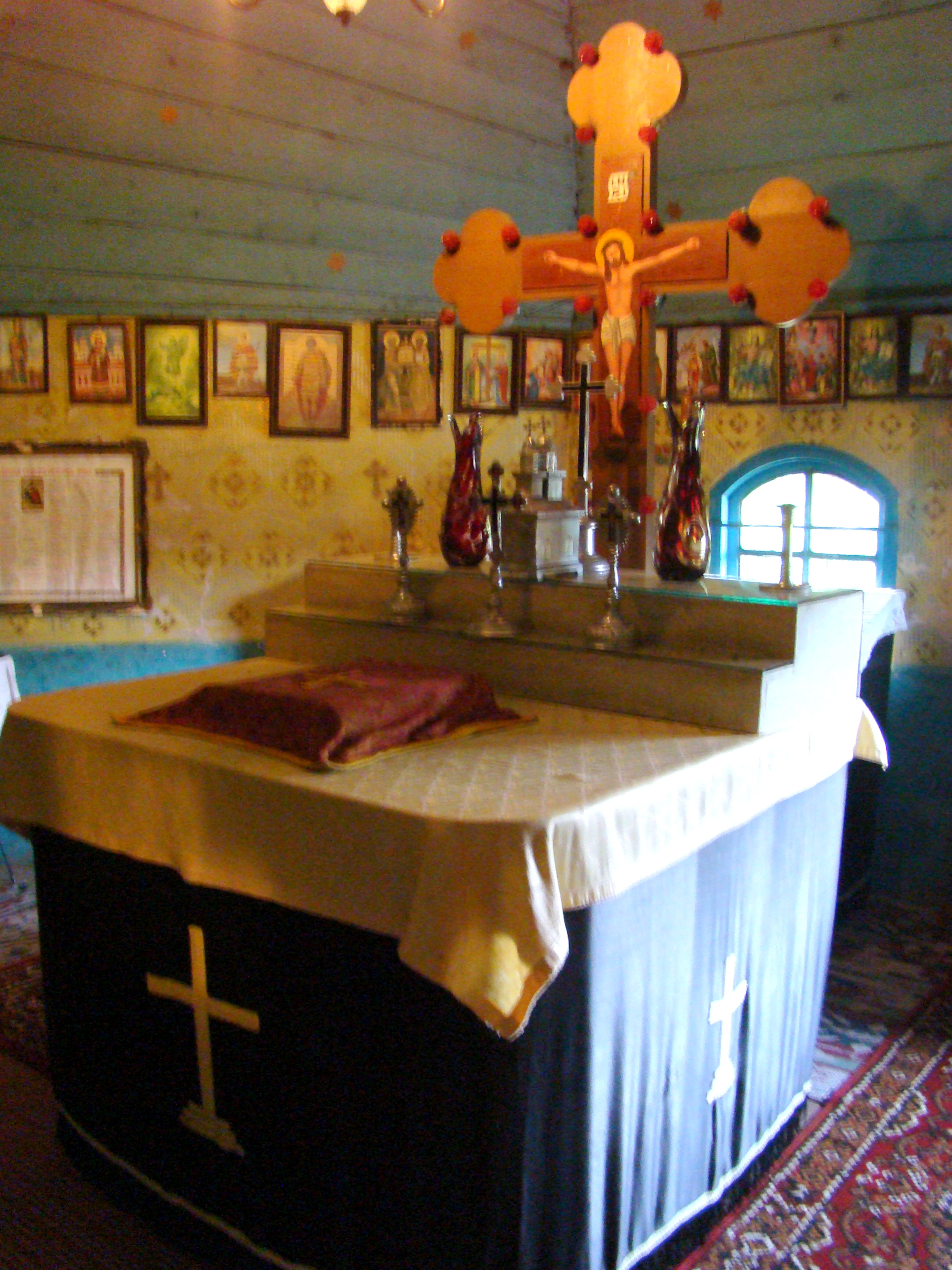
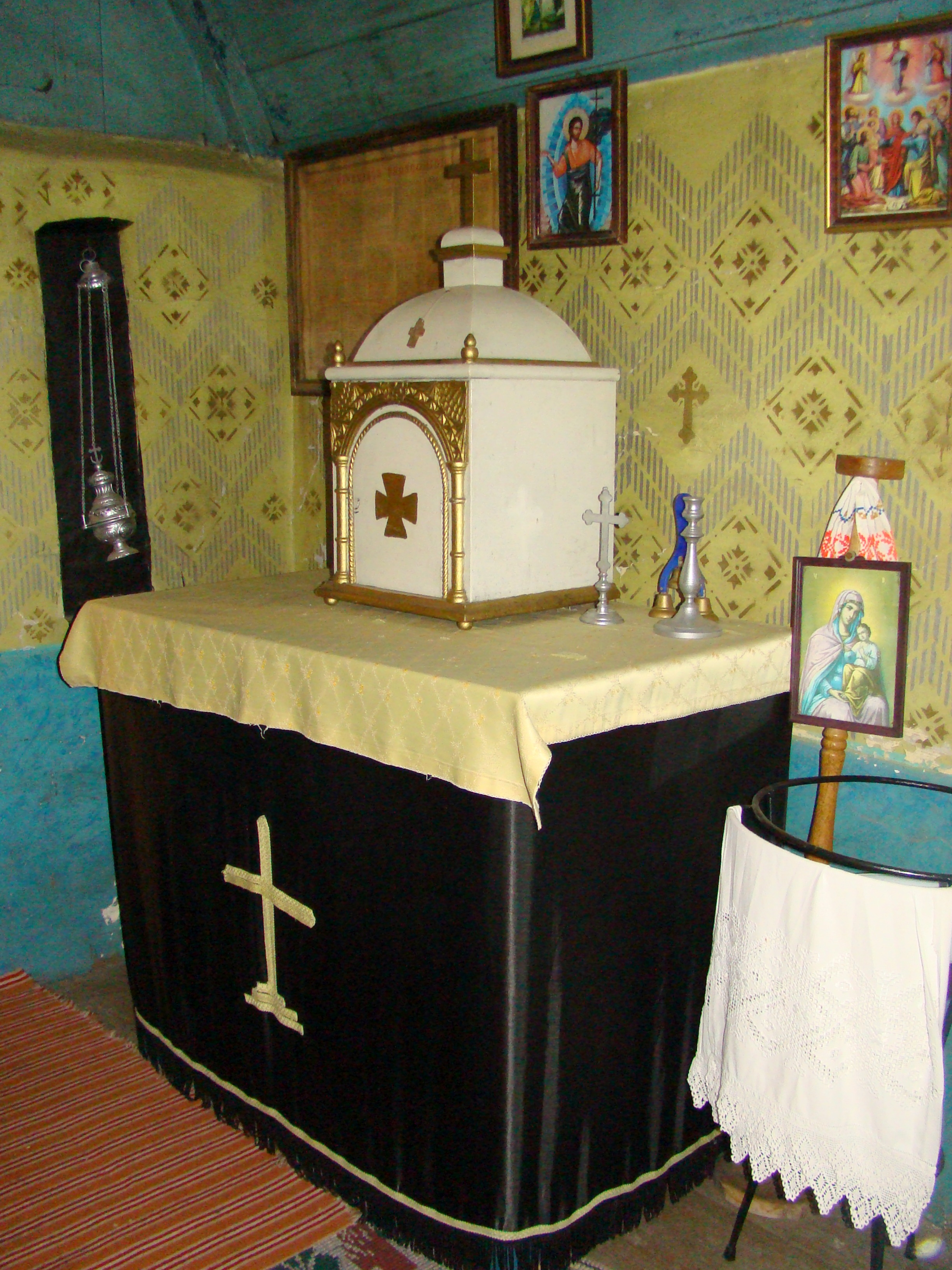
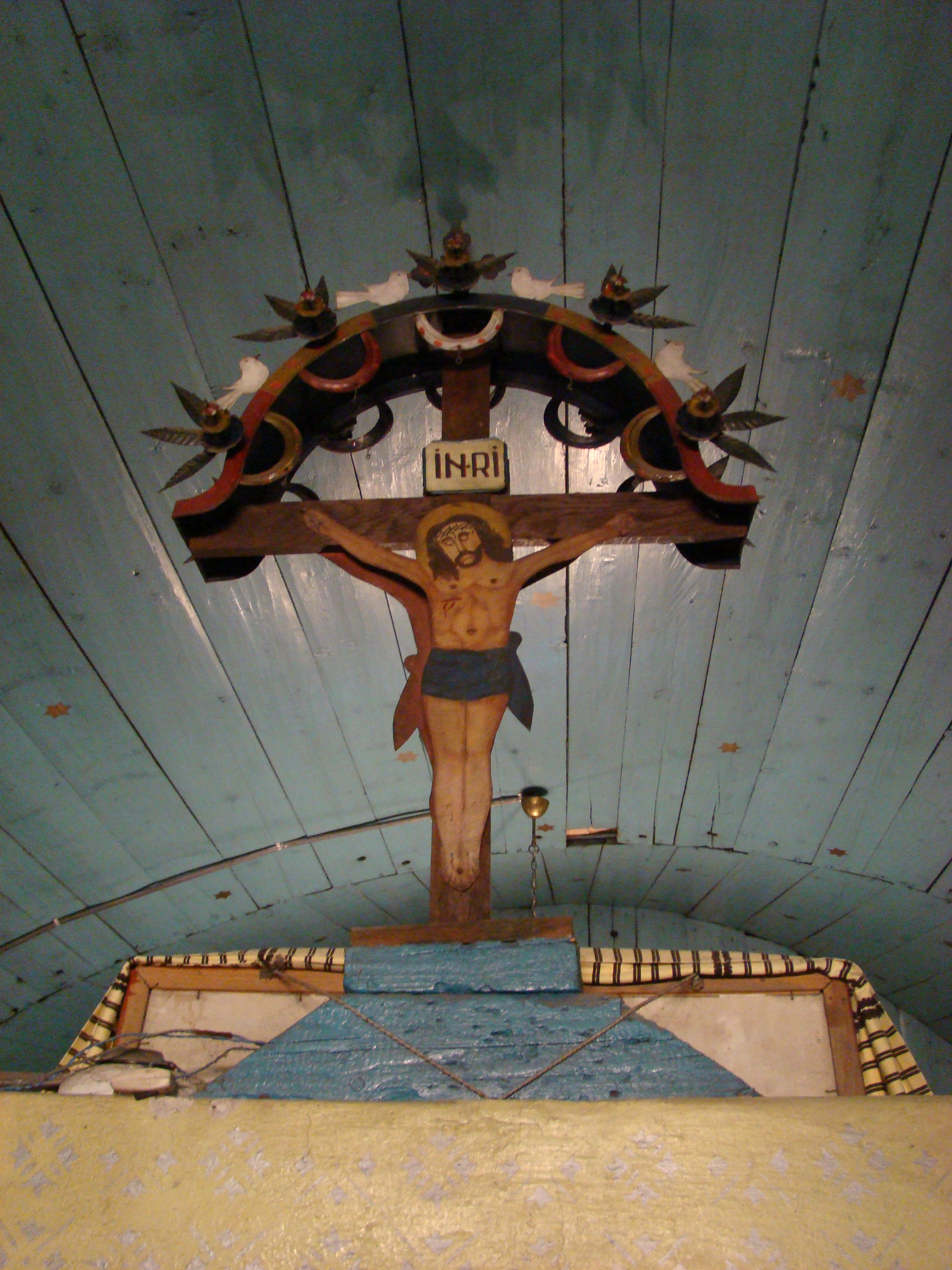
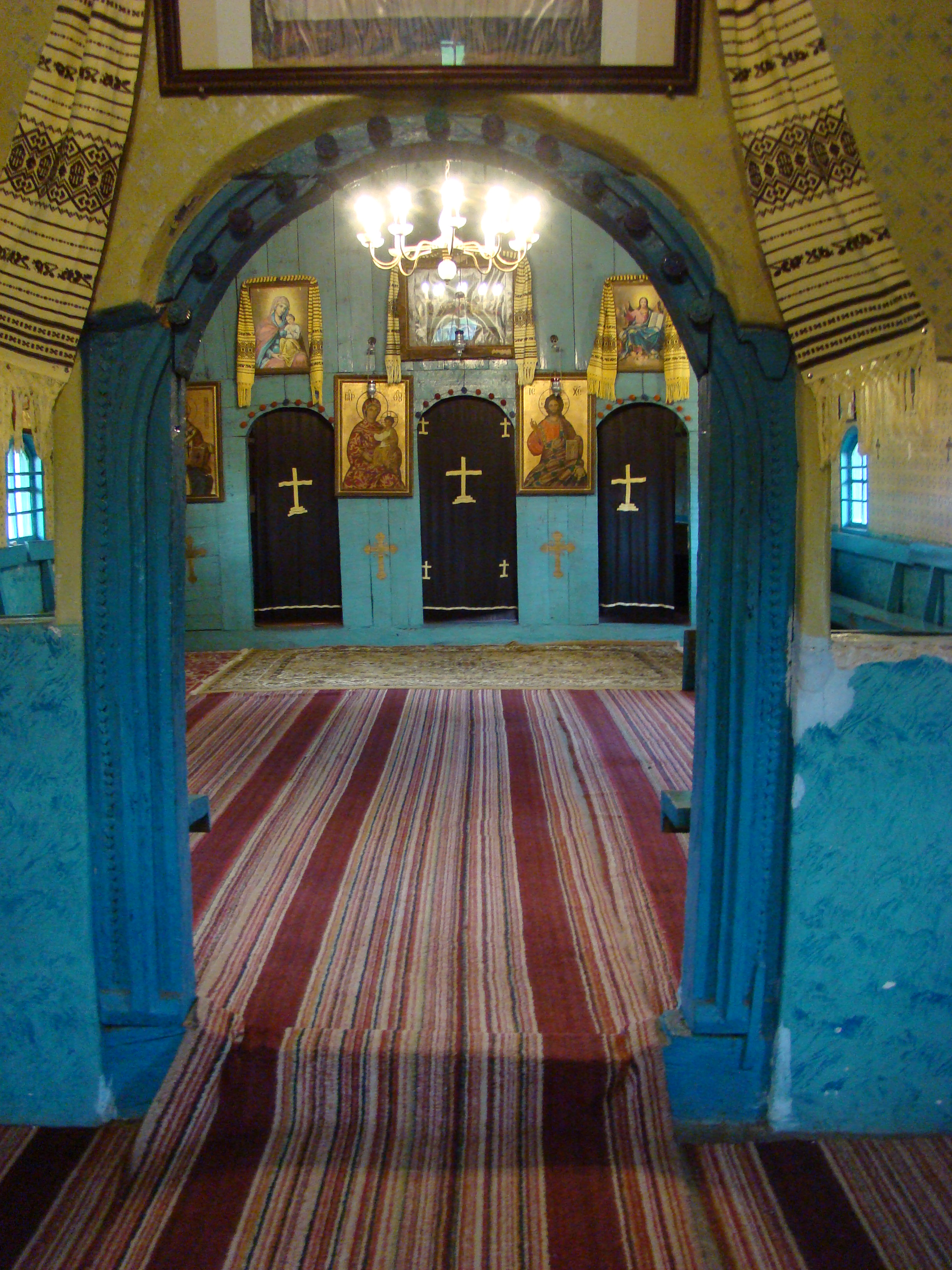
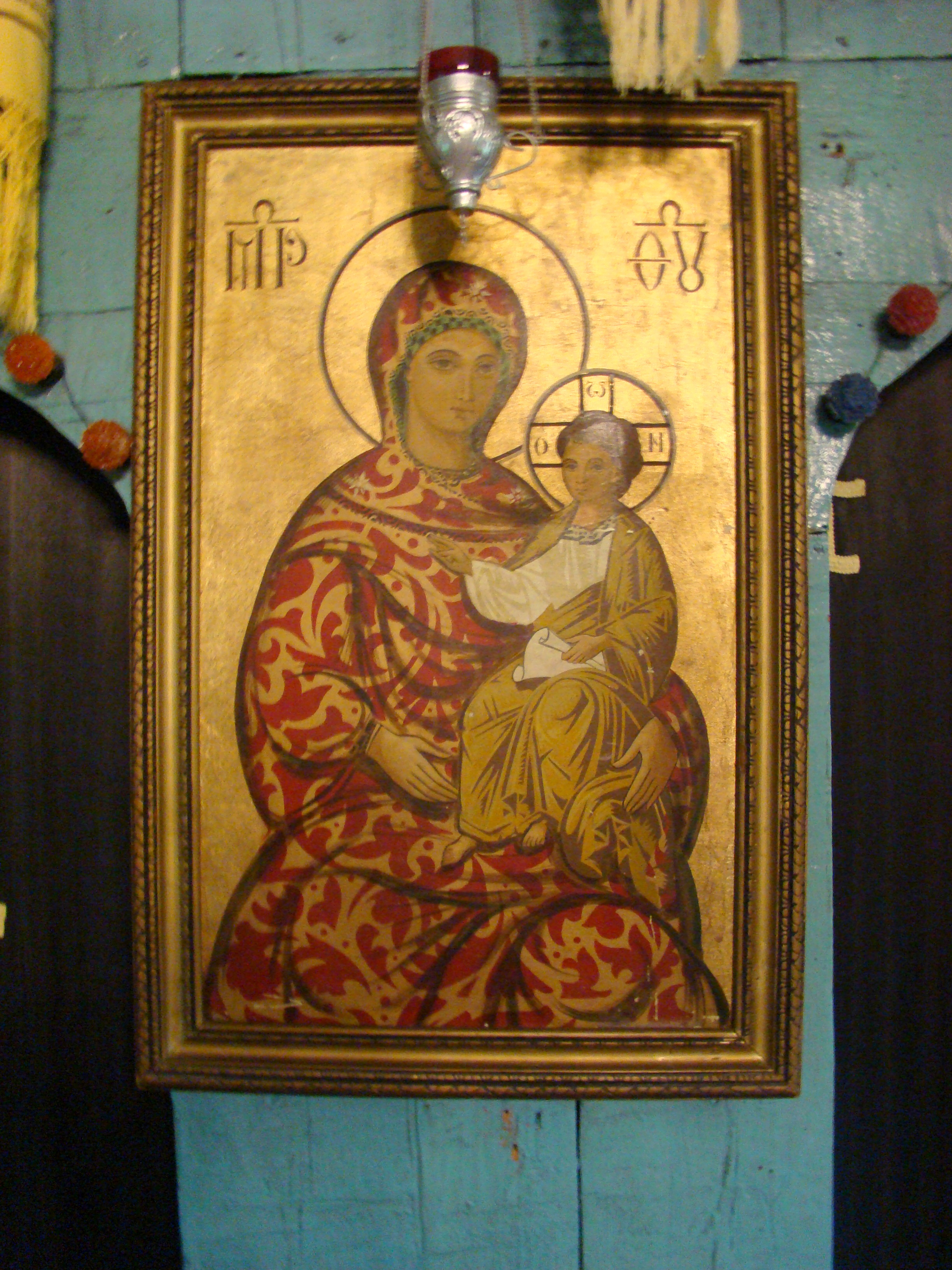
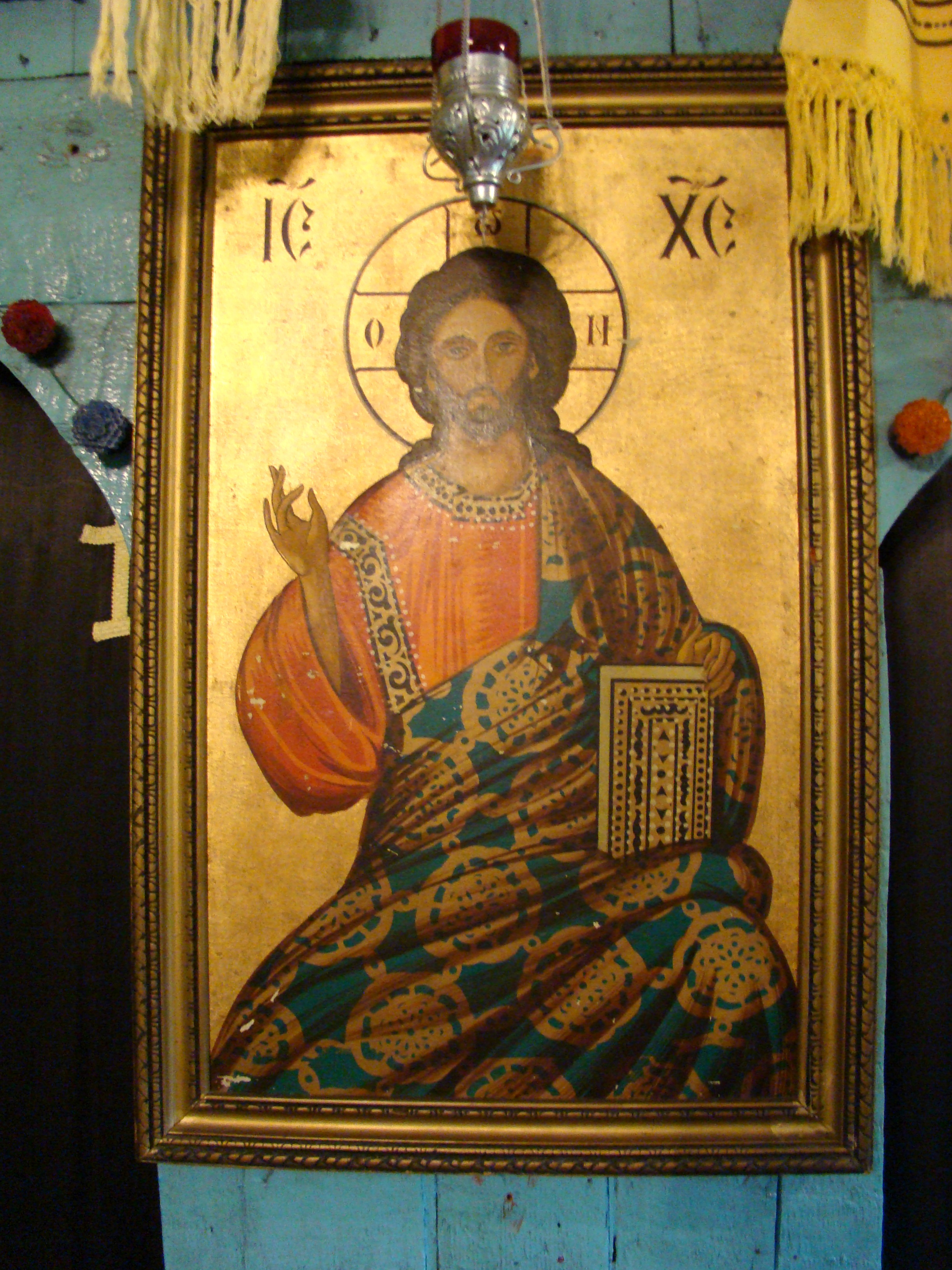
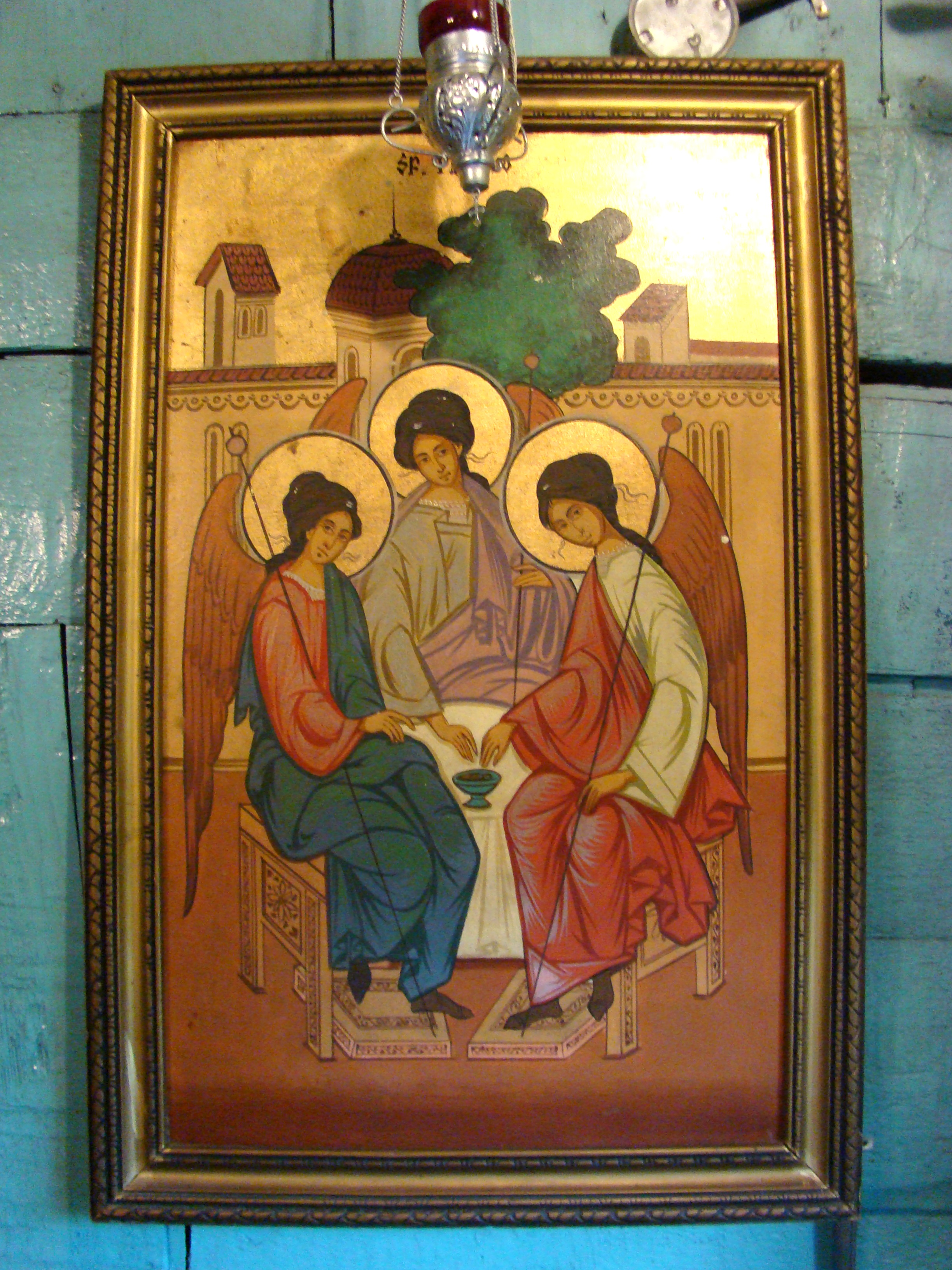
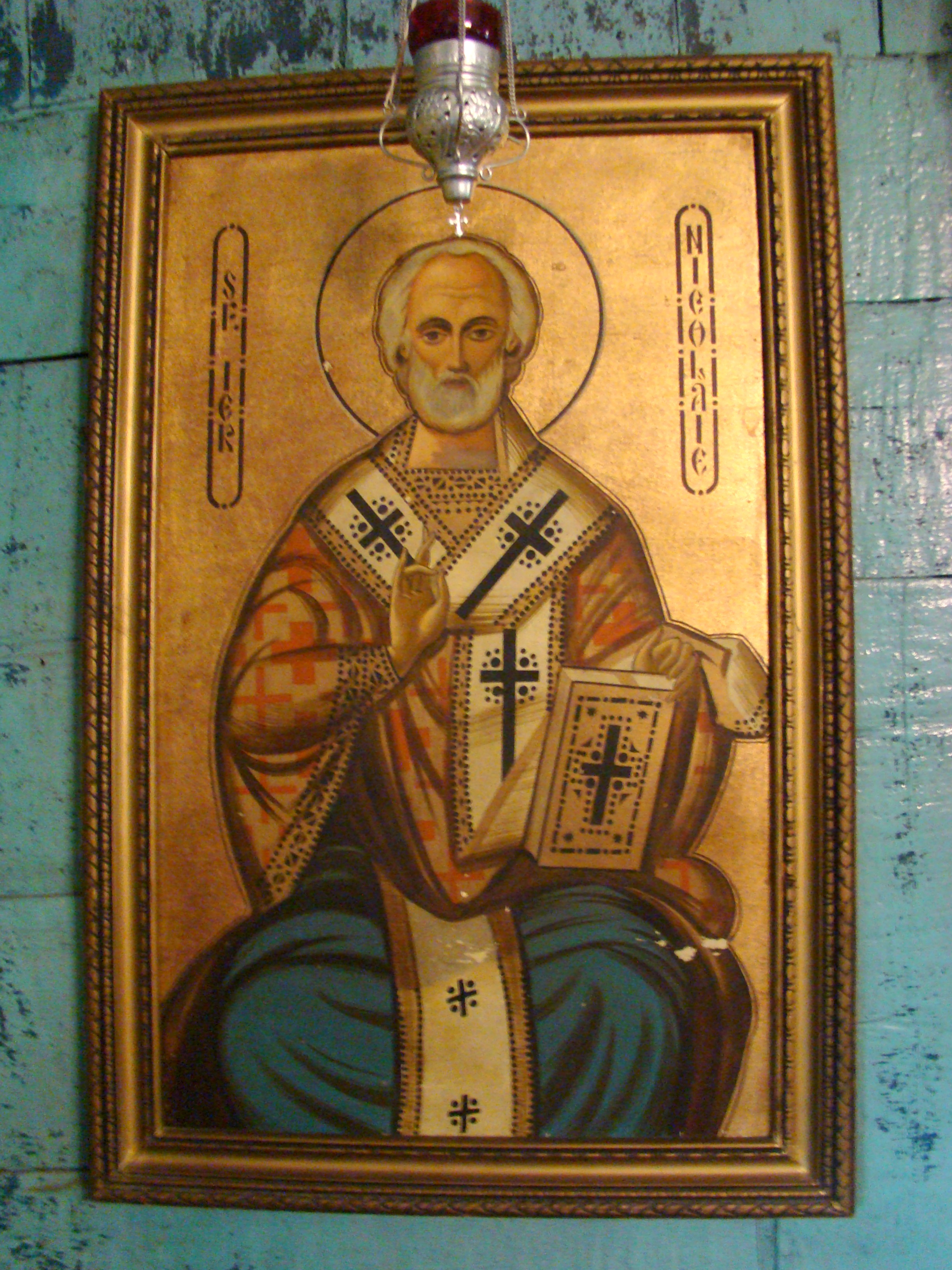
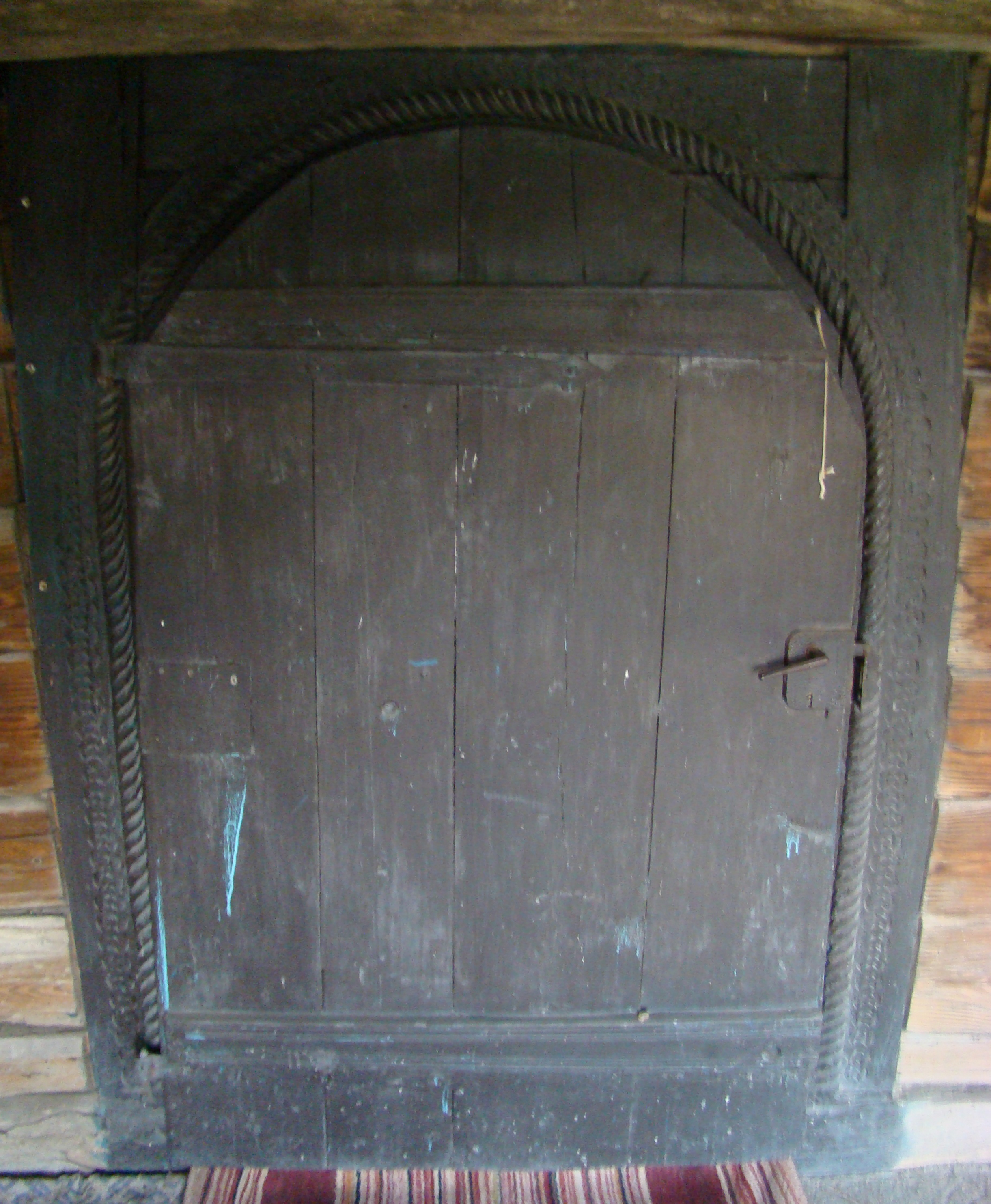
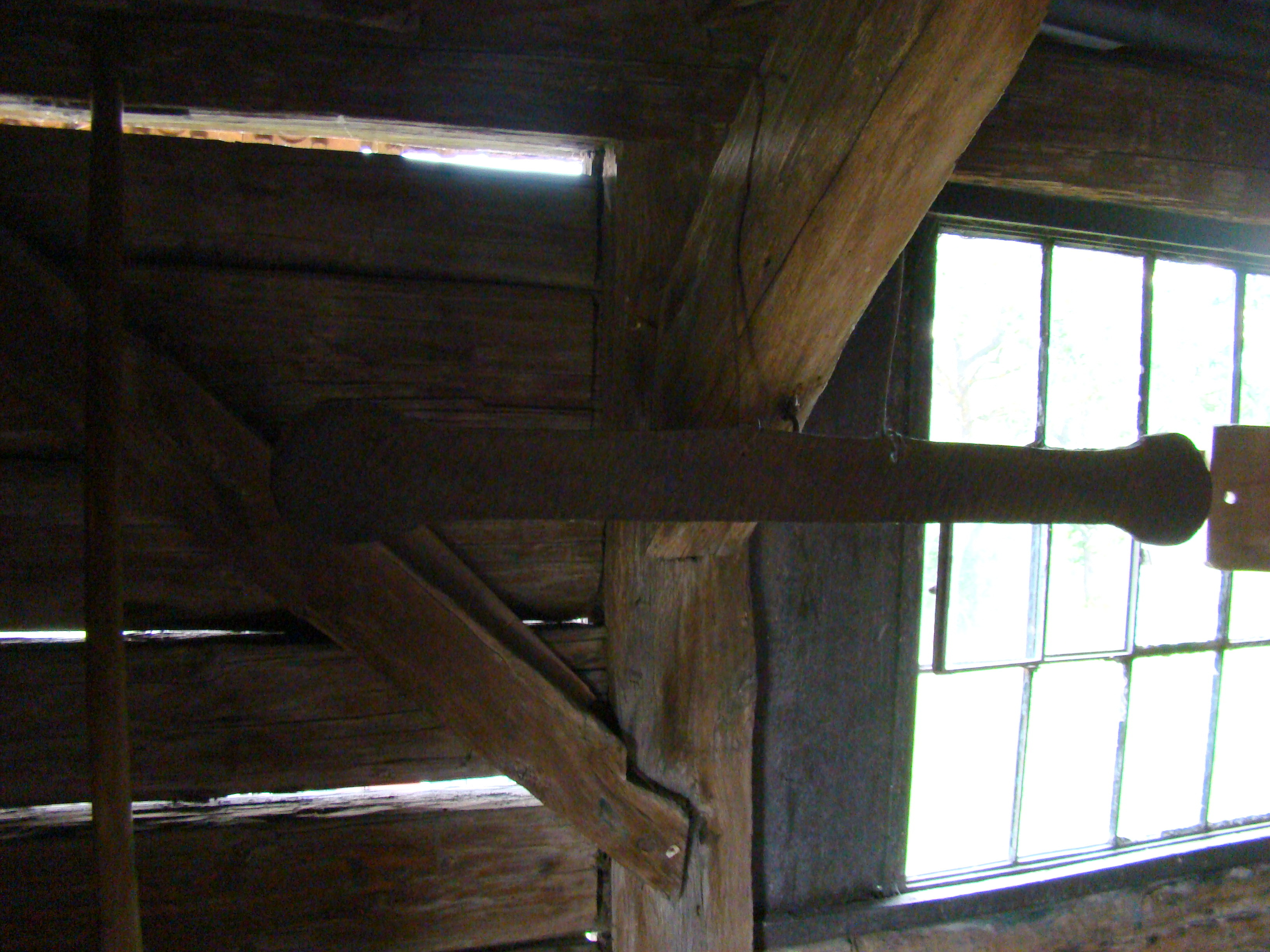
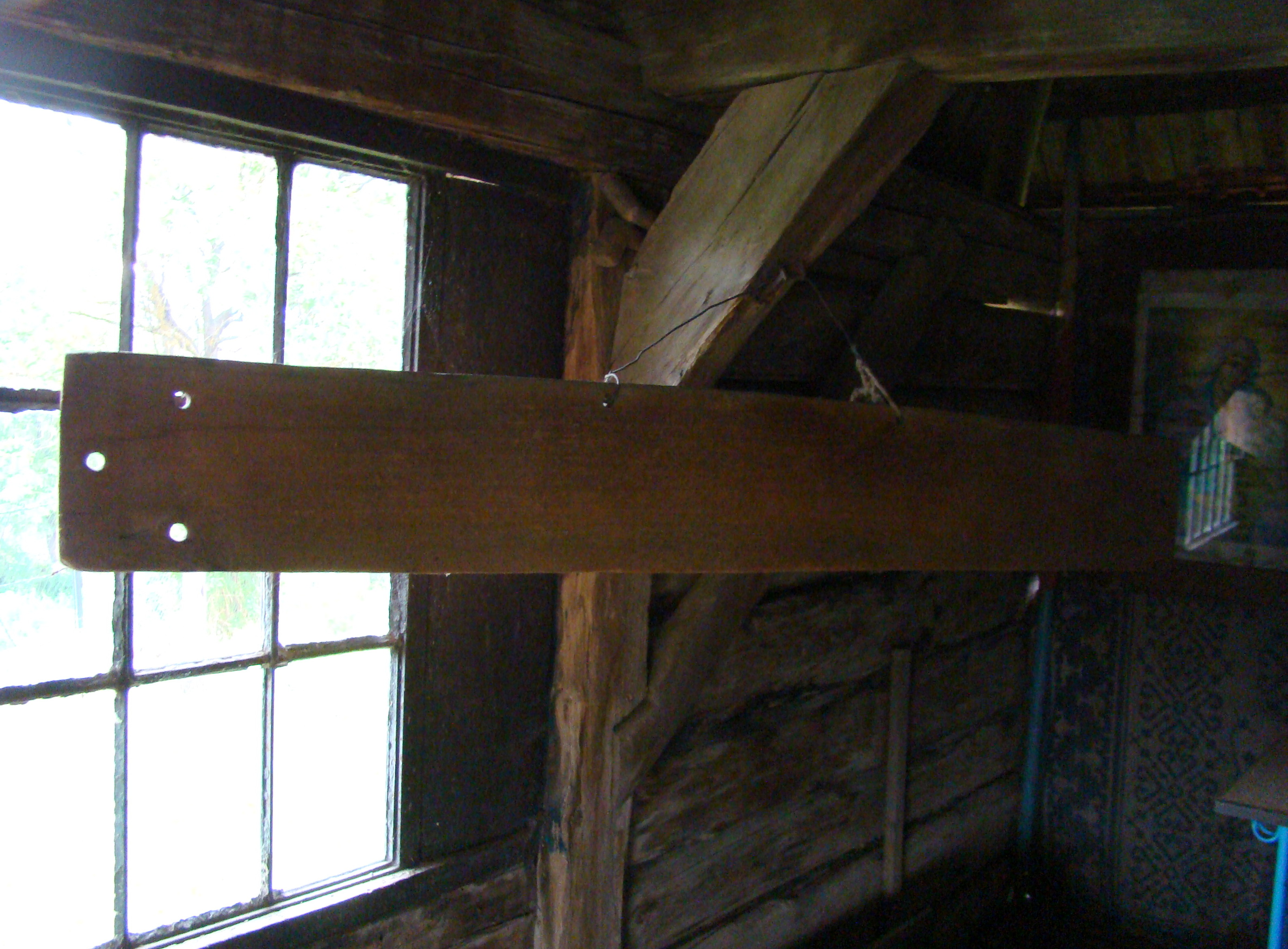
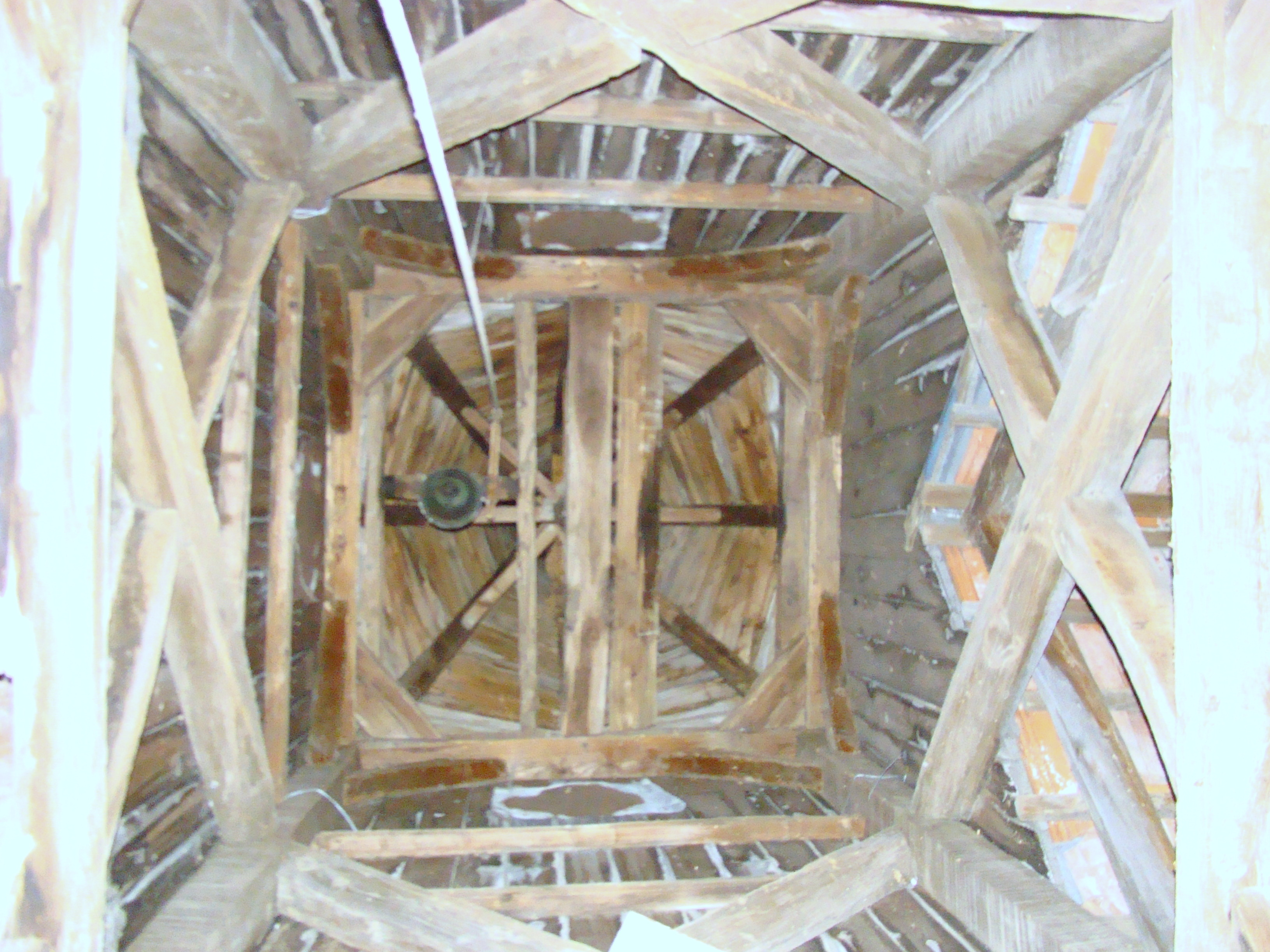